# Škoda Auto
Škoda Auto a.s. (укр. Шкода Авто) — чеський виробник автомобілів та двигунів з міста Млада-Болеслав, що з 1991 року належить до автомобільного концерну Volkswagen AG.
У 2009 році фірма випустила 684 226 транспортних засобів. Автомобілі Škoda експортуються до більше, ніж 70-ти країн світу.

## Історія
Початком історії виробництва автомобілів марки Škoda вважається заснування велосипедного виробництва в кінці 1895 фірмою Laurin & Klement в місті Млада-Болеслав у Богемії, що входила до Австро-Угорської імперії. Механік Вацлав Лаурін та книготорговець Вацлав Клемент, обидва затяті мотоциклісти, заснувавши фірму за своїми прізвищами, розпочали випускати велосипеди власної конструкції, назвавши їх патріотично — Slavia.
У 1899 році Laurin & Klement стали найбільшим виробником велосипедів в Богемії. В тому ж році фірма розпочала виробництво мотоциклів. Перший мотоцикл L&K «B» зовнішньо виглядав як мотовелосипед, мав 1-циліндровий двигун з робочим об'ємом 184 см³ і потужністю 1,5 к.с. Згодом нові моделі мотоциклів з маркою L&K почали експортуватися до Західної Європи, зокрема до Англії. У 1904 році Лаурін і Клемент створили потужний для свого часу 4-циліндровий мотоцикл з об'ємом циліндрів 570 куб.см. З цією моделлю Лаурін і Клемент одержали перемоги в багатьох мотоциклетних змаганнях, включаючи чемпіонат світу 1905 — що сприяло посиленню міжнародного іміджу фірми. Того ж 1905 року мотоцикли марки L&K почали виробляти за ліцензією в Німеччині.
Перший автомобіль, модель Voiturette A, був збудований в 1905 році і мав комерційний успіх, тим самим ставши символом чеського автомобілебудування. Завдяки своїм ноу-хау і досвіду, компанія дуже швидко зайняла стабільне положення на світових ринках, що розвивалися. Laurin & Klement сприяла утвердженню позицій Богемського королівства як найбільш промислово розвиненого регіону Австро-Угорської імперії.
Протягом розвитку фірмі стало тісно в рамках сімейного підприємства і в 1907 р. засновники перетворили L&K в акціонерне товариство. Прогрес привів до створення нової моделі — Faeton. Після 1914 р. компанія брала участь у виробництві військової продукції.
Для зміцнення і збереження своїх позицій, а також модернізації виробництва, L & K шукала надійного партнера. І в 1925 році Laurin & Klement злилася з машинобудівним та оборонним концерном Škoda з міста Плзень.

## Роки Другої світової війни

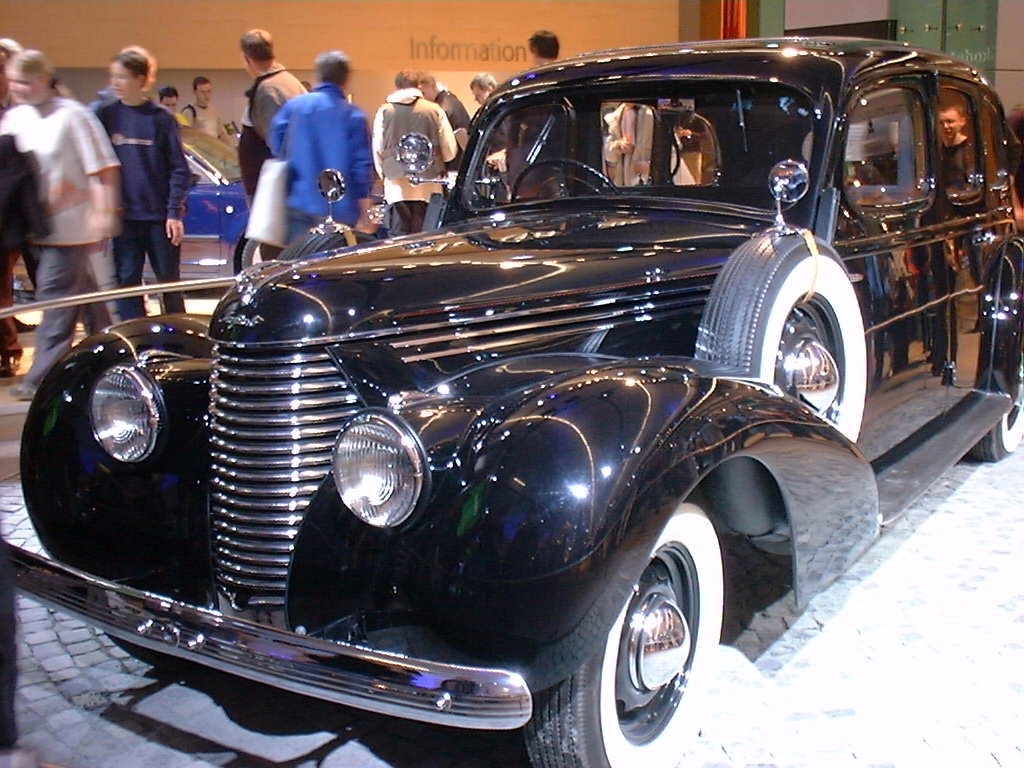
Škoda Superb OHV 1939

В роки Другої світової війни Škoda стала частиною економічної системи Третього рейху і практично повністю перейшла на випуск військової продукції. Заводи випускали газогенераторні вантажівки, гусеничні тягачі, а на базі розробленої в 1936 вишуканої моделі Škoda Superb випускалися армійські позашляховики. Оскільки завод орієнтувався на випуск військової продукції, у 1945 в результаті бомбардувань було знищено до 70 % заводських потужностей.

## Період Варшавського Договору

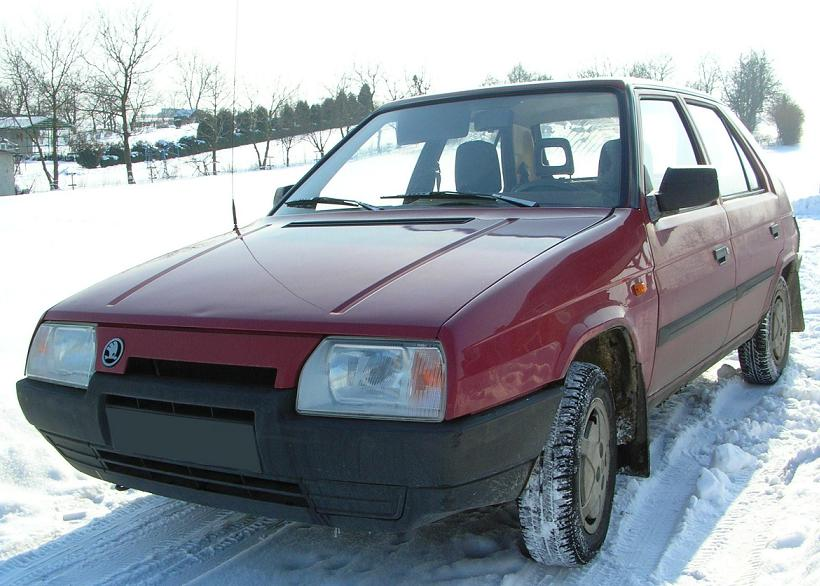
1991 Škoda Favorit

Завдяки міцній базі, традиційним процесам виробництва і минулим успіхам Чехословаччина змогла розвиватися і в післявоєнний соціалістичний період, не зважаючи на інформаційний вакуум і вплив тогочасного суспільного устрою.
З'явилися нові моделі — Tudor, Spartak і Octavia. Проте з появою на Заході в 1960-і роки нових технологій промисловість країни стала відставати.
Починаючи з 1970 в економіці країни почався застій. Завод зміг зберегти передове положення тільки на ринках східноєвропейських країн. Прорив настав лише у 1987 з випуском нової моделі — Favorit.
Політичні зміни в 1989 змінили економічну ситуацію. Škoda почала шукати сильного зарубіжного партнера для інвестицій і технологічної підтримки.

## Основні виробники
ЄС — Чехія та Словаччина
- Чехія Škoda Auto AS. Штаб-квартира у м. Млада-Болеслав, Середньочеський край.  Заводи у:
  - м. Млада-Болеслав, Середньочеський край;
  - м. Квасіни[cs], Краловоградецький край;
  - м. Врхлаби[cs], Краловоградецький край.
- Словаччина Bratislavske Automobilove Zavody (VOLKSWAGEN SLOVAKIA, a.s.). Штаб-квартира та основні виробничі потужності у м. Братислава.

Зарубіжні виробники
- КНР SAIC Volkswagen Automotive Company, Ltd. Штаб-квартира у м. Аньтін (Шанхай, район Цзядін).  Заводи у:
  - м. Аньтін (Район Цзядін Шанхаю);
  - м. Нанкін, провінція Цзянсу;
  - м. Нінгбо, провінція Чжецзян;
  - м. Чанша, провінція Хунань.
- Індія ŠKODA AUTO Volkswagen India Pvt Ltd[cs]. Штаб-квартира у м. Пуне.  Заводи у:
  - м. Пуне, штат Махараштра.
  - м. Аурангабад, штат Махараштра.
- Україна ПрАТ «Єврокар» (CKD). Штаб-квартира та основні виробничі потужності у c. Соломоново, Закарпатська область.
- Казахстан Asia Avto. Штаб-квартира та основні виробничі потужності у м. Усть-Каменогорськ.
- Росія Volkswagen Group Rus OOO. Штаб-квартира та основні виробничі потужності у м. Калуга.
- Росія ГАЗ. Штаб-квартира та основні виробничі потужності у м. Нижній Новгород. (наразі заводи в РФ не працюють як частина корпорації)

## Історія логотипів

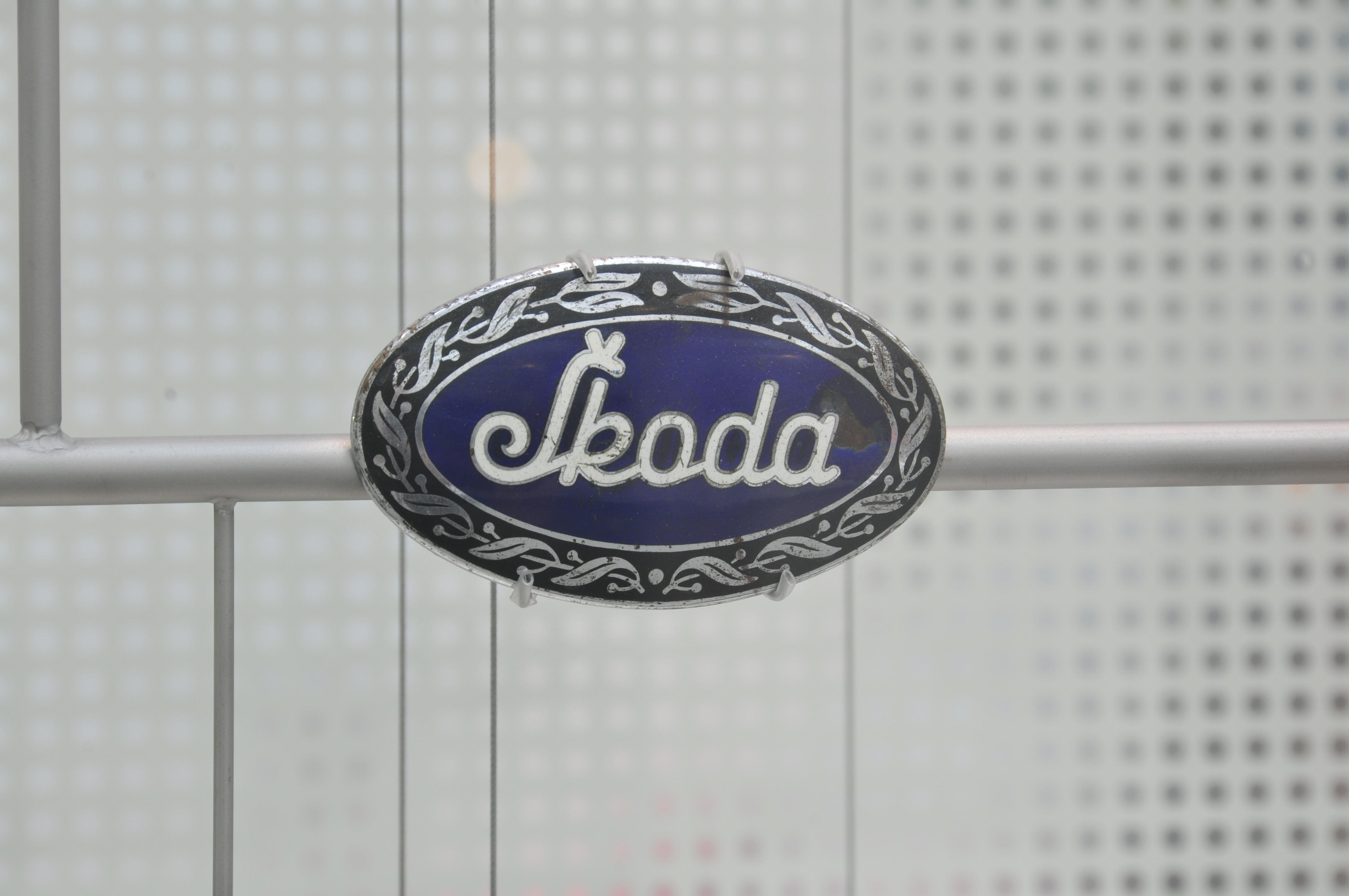
1925―1934
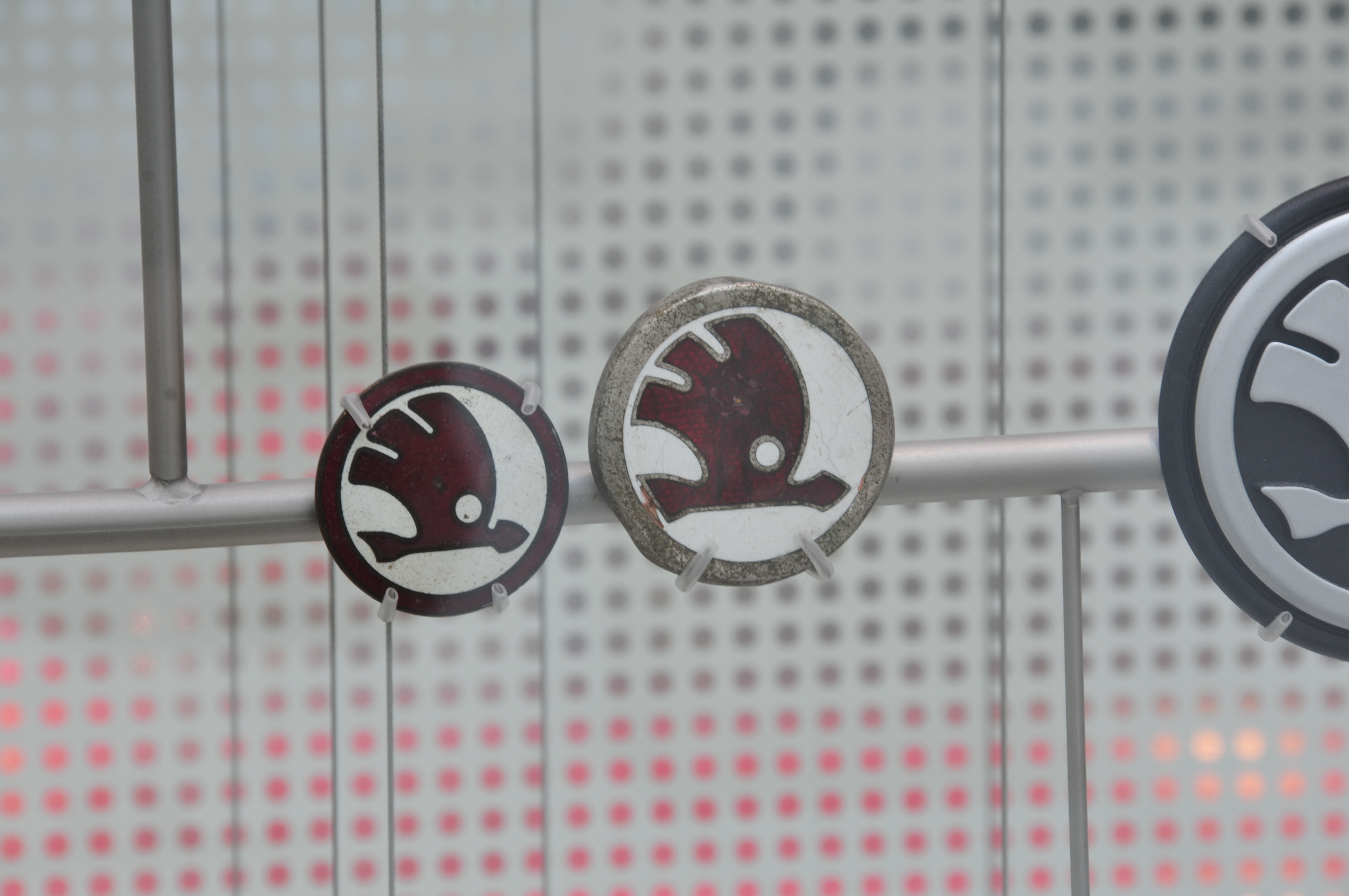
1926―1993
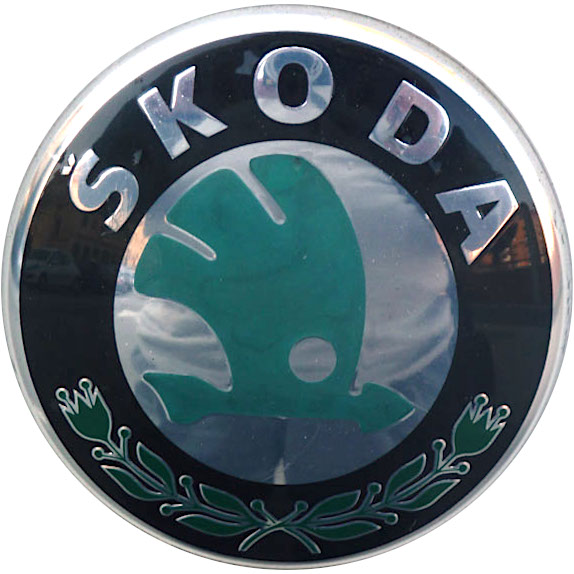
1986―1990
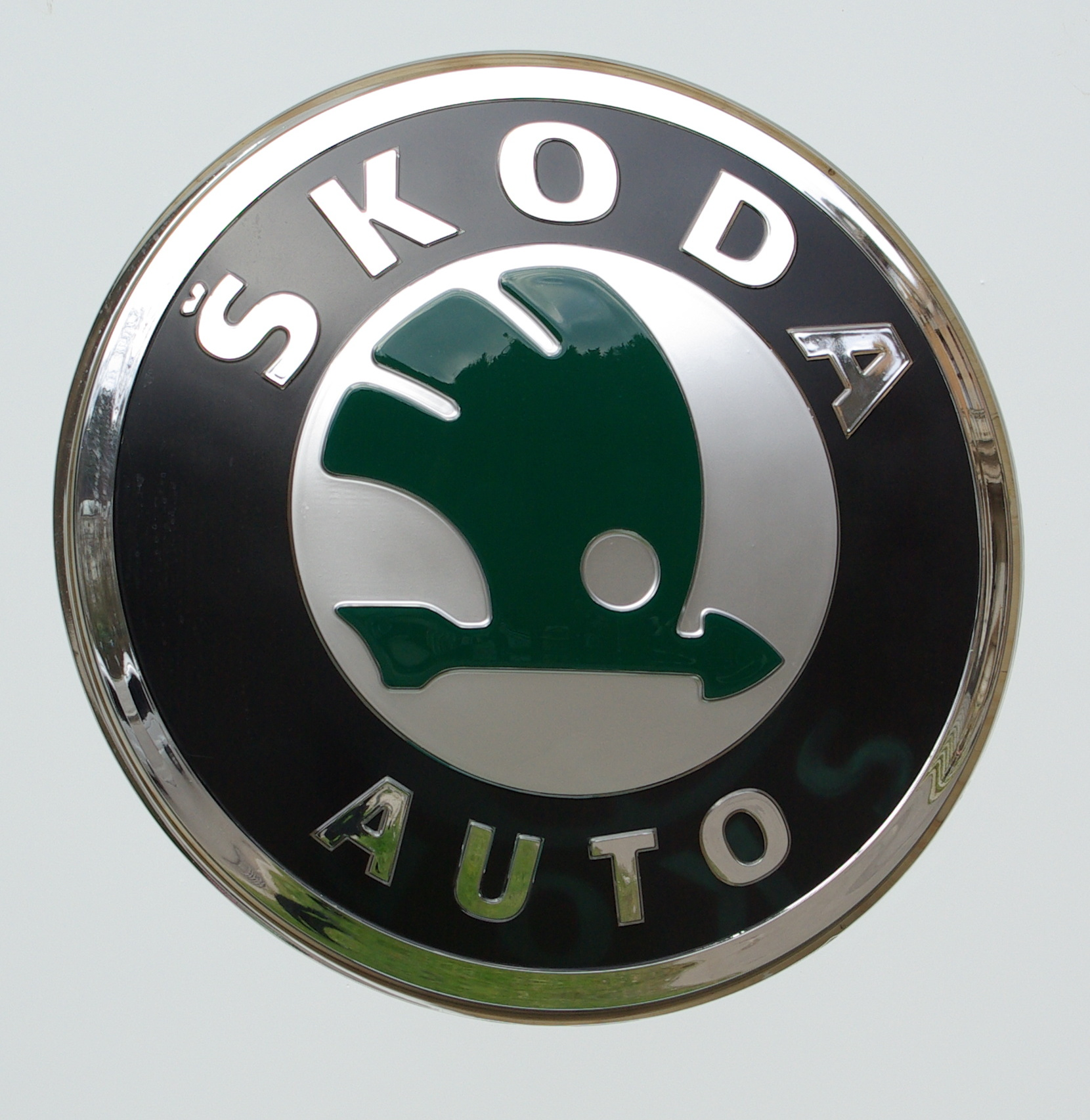
1991―2010
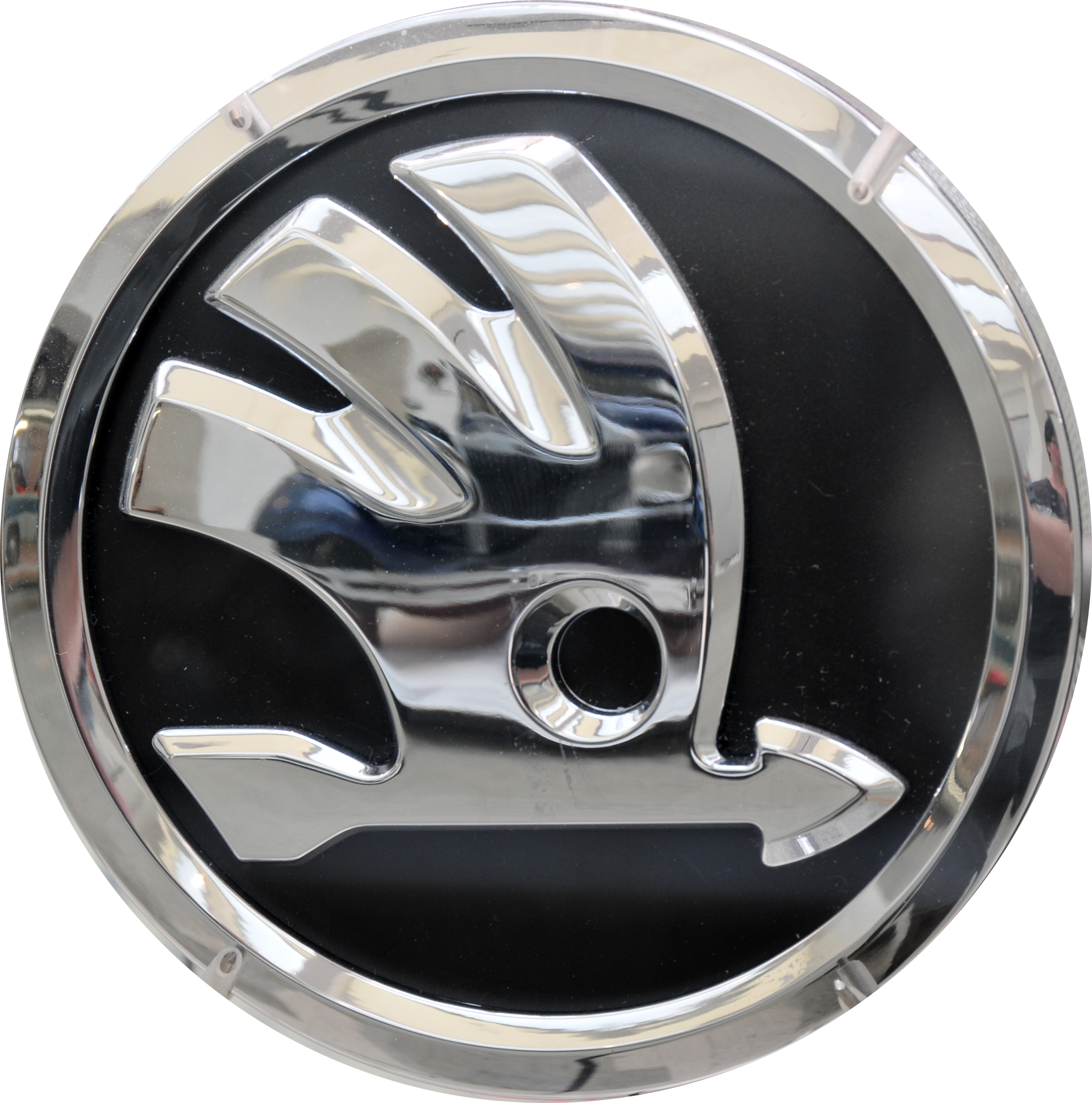
2010―2023
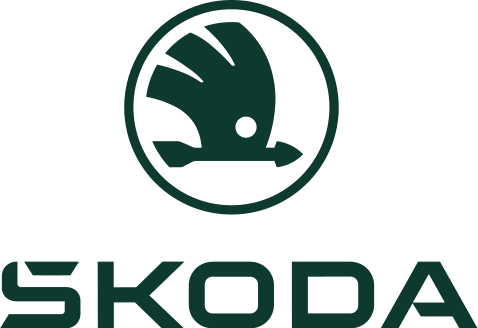
з 2023

## Виробництво
| Модель         | 1994    | 1995    | 1996    | 1997    | 1998    | 1999    | 2000    | 2001    | 2002    | 2003    | 2004    | 2005    | 2006    | 2007    | 2008    | 2009    | 2010    | 2011    | 2012    | 2013    | 2014      | 2015      | 2016      | 2017      | 2018      | 2019      | 2020      | 2021    | 2022    | 2023    | 2024    |
| -------------- | ------- | ------- | ------- | ------- | ------- | ------- | ------- | ------- | ------- | ------- | ------- | ------- | ------- | ------- | ------- | ------- | ------- | ------- | ------- | ------- | --------- | --------- | --------- | --------- | --------- | --------- | --------- | ------- | ------- | ------- | ------- |
| Škoda Felicia  | 172,000 | 210,000 | 261,000 | 288,458 | 261,127 | 241,256 | 148,500 | 44,963  | −       | −       | −       | −       | −       | −       | −       | −       | −       | −       | −       | −       | −         | −         | −         | −         | –         | –         | −         | −       | −       | −       | −       |
| Škoda Octavia  | −       | −       | −       | 47,876  | 102,373 | 143,251 | 158,503 | 164,134 | 164,017 | 165,635 | 181,683 | 233,322 | 270,274 | 309,951 | 344,857 | 317,335 | 349,746 | 387,200 | 409,360 | 359,600 | 389,300   | 432,300   | 436,300   | 418,800   | 388,200   | 363,722   | 257,364   | 200,771 | 141,112 | 191,941 | 215,716 |
| Škoda Fabia    | −       | −       | −       | −       | −       | 823     | 128,872 | 250,978 | 264,641 | 260,988 | 247,600 | 236,698 | 243,982 | 232,890 | 246,561 | 264,173 | 229,045 | 266,800 | 255,025 | 202,000 | 160,500   | 192,400   | 202,800   | 206,500   | 190,900   | 172,793   | 105,459   | 99,104  | 92,663  | 94,395  | 117,121 |
| Škoda Superb   | −       | −       | −       | −       | −       | −       | −       | 177     | 16,867  | 23,135  | 22,392  | 22,091  | 20,989  | 20,530  | 25,645  | 44,548  | 98,873  | 116,700 | 106,847 | 94,400  | 91,100    | 80,200    | 139,100   | 150,900   | 138,100   | 104,755   | 86,151    | 66,146  | 60,840  | 67,446  | 72,800  |
| Škoda Roomster | −       | −       | −       | −       | −       | −       | −       | −       | −       | −       | −       | −       | 14,422  | 66,661  | 57,467  | 47,152  | 32,332  | 36,000  | 39,249  | 33,300  | 29,600    | 16,600    | −         | −         | –         | –         | −         | −       | −       | −       | -       |
| Škoda Yeti     | −       | −       | −       | −       | −       | −       | −       | −       | −       | −       | −       | −       | −       | −       | −       | 11,018  | 52,604  | 70,300  | 90,952  | 82,400  | 102,900   | 99,500    | 95,600    | 69,500    | 13,100    | 10        | 2         | −       | −       | −       | −       |
| Škoda Rapid    | −       | −       | −       | −       | −       | −       | −       | −       | −       | −       | −       | −       | −       | −       | −       | −       | −       | 1,700   | 9,292   | 103,800 | 221,400   | 194,300   | 212,800   | 211,500   | 191,500   | 142,118   | 79,702    | 63,657  | 17,296  | 3,282   | −       |
| Škoda Citigo   | −       | −       | −       | −       | −       | −       | −       | −       | −       | −       | −       | −       | −       | −       | −       | −       | −       | 509     | 36,687  | 45,200  | 42,500    | 40,200    | 40,700    | 37,100    | 39,200    | 31,199    | 14,971    | 4,373   | 3       | −       | −       |
| Škoda Kodiaq   | −       | −       | −       | −       | −       | −       | −       | −       | −       | −       | −       | −       | −       | −       | −       | −       | −       | −       | −       | −       | −         | −         | −         | 100,000   | 149,200   | 171,794   | 131,590   | 98,566  | 94,455  | 105,857 | 114,457 |
| Škoda Karoq    | −       | −       | −       | −       | −       | −       | −       | −       | −       | −       | −       | −       | −       | −       | −       | −       | −       | −       | −       | −       | −         | −         | −         | 6,300     | 115,700   | 152,708   | 137,223   | 119,156 | 87,716  | 100,052 | 109,404 |
| Škoda Kamiq    | −       | −       | −       | −       | −       | −       | −       | −       | −       | −       | −       | −       | −       | −       | −       | −       | −       | −       | −       | −       | −         | −         | −         | –         | 27,900    | 64,597    | 128,539   | 120,742 | 96,269  | 116,461 | 125,962 |
| Škoda Scala    | −       | −       | −       | −       | −       | −       | −       | −       | −       | −       | −       | −       | −       | −       | −       | −       | −       | −       | −       | −       | −         | −         | −         | −         | −         | 39,071    | 63,181    | 48,154  | 39,538  | 59,229  | 56,248  |
| Škoda Enyaq    | −       | −       | −       | −       | −       | −       | −       | −       | −       | −       | −       | −       | −       | −       | −       | −       | −       | −       | −       | −       | −         | −         | −         | −         | −         | −         | 634       | 44,718  | 53,678  | 81,650  | 79,507  |
| Škoda Kushaq   | −       | −       | −       | −       | −       | −       | −       | −       | −       | −       | −       | −       | −       | −       | −       | −       | −       | −       | −       | −       | −         | −         | −         | −         | −         | −         | −         | 12,815  | 26,761  | 26,603  | 19,313  |
| Škoda Slavia   | −       | −       | −       | −       | −       | −       | −       | −       | −       | −       | −       | −       | −       | −       | −       | −       | −       | −       | −       | −       | −         | −         | −         | −         | −         | −         | −         | −       | 20,931  | 19,904  | 15,993  |
| Škoda Elroq    | −       | −       | −       | −       | −       | −       | −       | −       | −       | −       | −       | −       | −       | −       | −       | −       | −       | −       | −       | −       | −         | −         | −         | −         | −         | −         | −         | −       | −       | −       | 46      |
| ВСЬОГО         | 172,000 | 210,000 | 261,000 | 336,334 | 363,500 | 385,330 | 435,403 | 460,252 | 445,525 | 449,758 | 451,675 | 492,111 | 549,667 | 630,032 | 674,530 | 684,226 | 762,600 | 879,200 | 949,412 | 920,800 | 1,037,200 | 1,055,500 | 1,127,700 | 1,200,500 | 1,253,700 | 1,242,816 | 1,004,816 | 878,202 | 731,262 | 866,820 | 926,567 |

## Сучасні моделі
- Škoda Rapid (седан / ліфтбек / хетчбек) – авто класу B+ (з 2012 року)
- Škoda Karoq – компактний кросовер (з 2017 року) ✵
- Škoda Scala FL – автомобіль класу B+ (з 2019 року) ✵
- Škoda Octavia IV (А8; ліфтбек PRO / ліфтбек / універсал) – автомобіль гольф-класу+ (з 2019 року) ✵
- Škoda Kamiq FL – компактний кросовер (з 2019 року) ✵
- Škoda Enyaq (кросовер / крос-купе) – електричний кросовер (з 2020 року)
- Škoda Fabia IV – хетчбек B-класу суперміні (з 2021 року) ✵
- Škoda Kushaq – субкомпактний кросовер (з 2021 року)
- Škoda Slavia – седан B-класу суперміні (з 2022 року)
- Škoda Superb IV (ліфтбек / універсал) – автомобіль D-класу (з 2023 року) ✵
- Škoda Kodiaq II – позашляховик (з 2023 року) ✵
- Škoda Kylaq – субкомпактний кросовер SUV (з 2024 року)
- Škoda Elroq – повністю електричний компактний кросовер SUV (з 2025 року)

✵виделені напівжирним шрифтом – доступні на українському ринку

## Автомобілі Шкода (галерея)

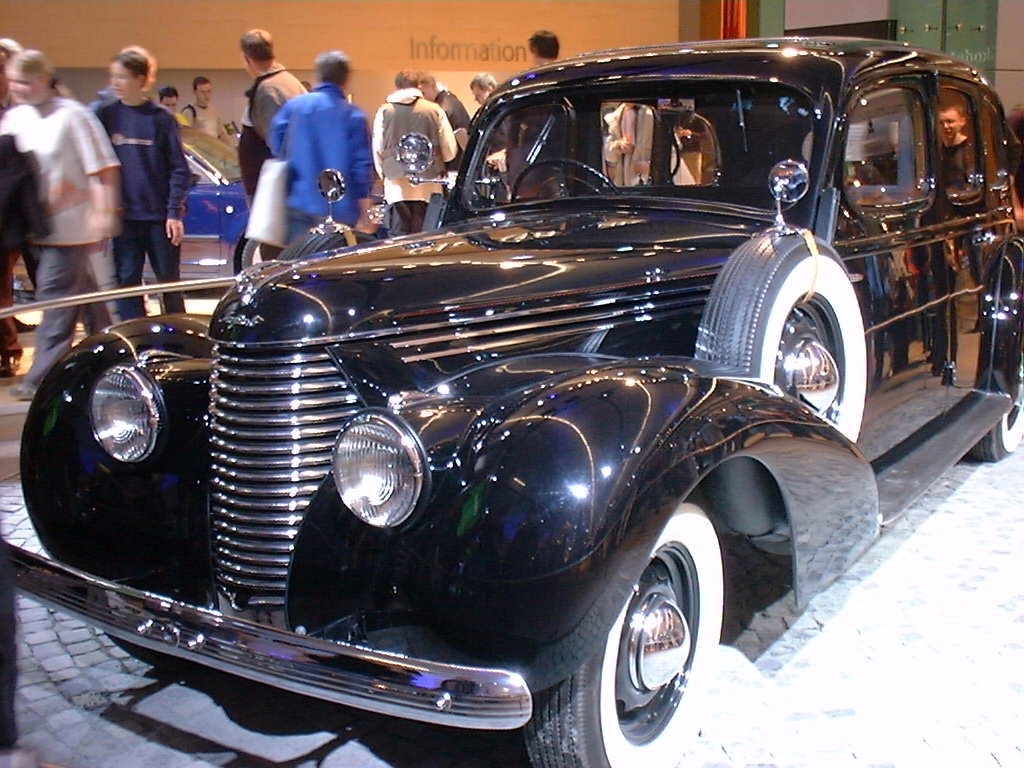
Škoda Superb OHV 1939

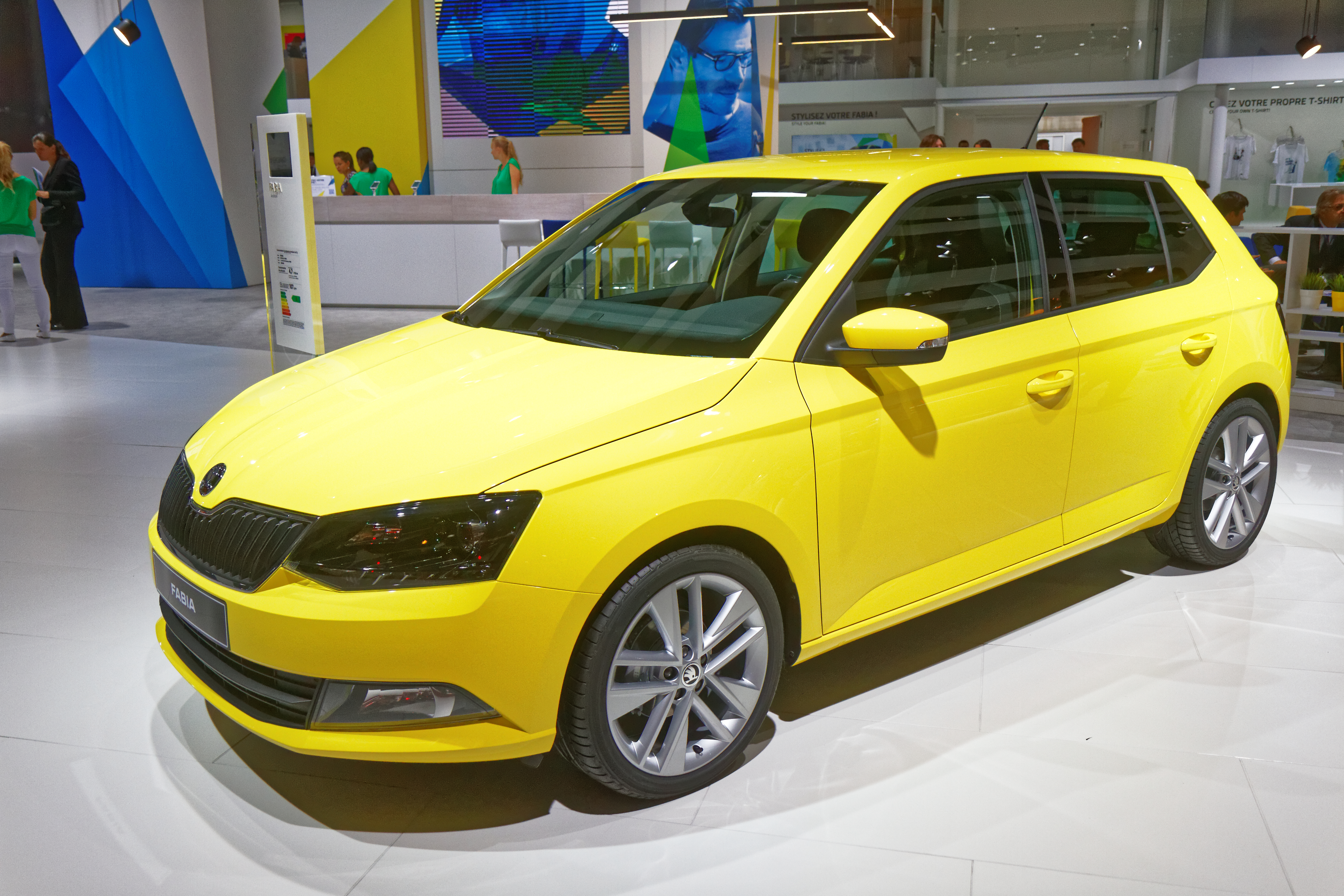
Škoda Fabia III 1999—2016

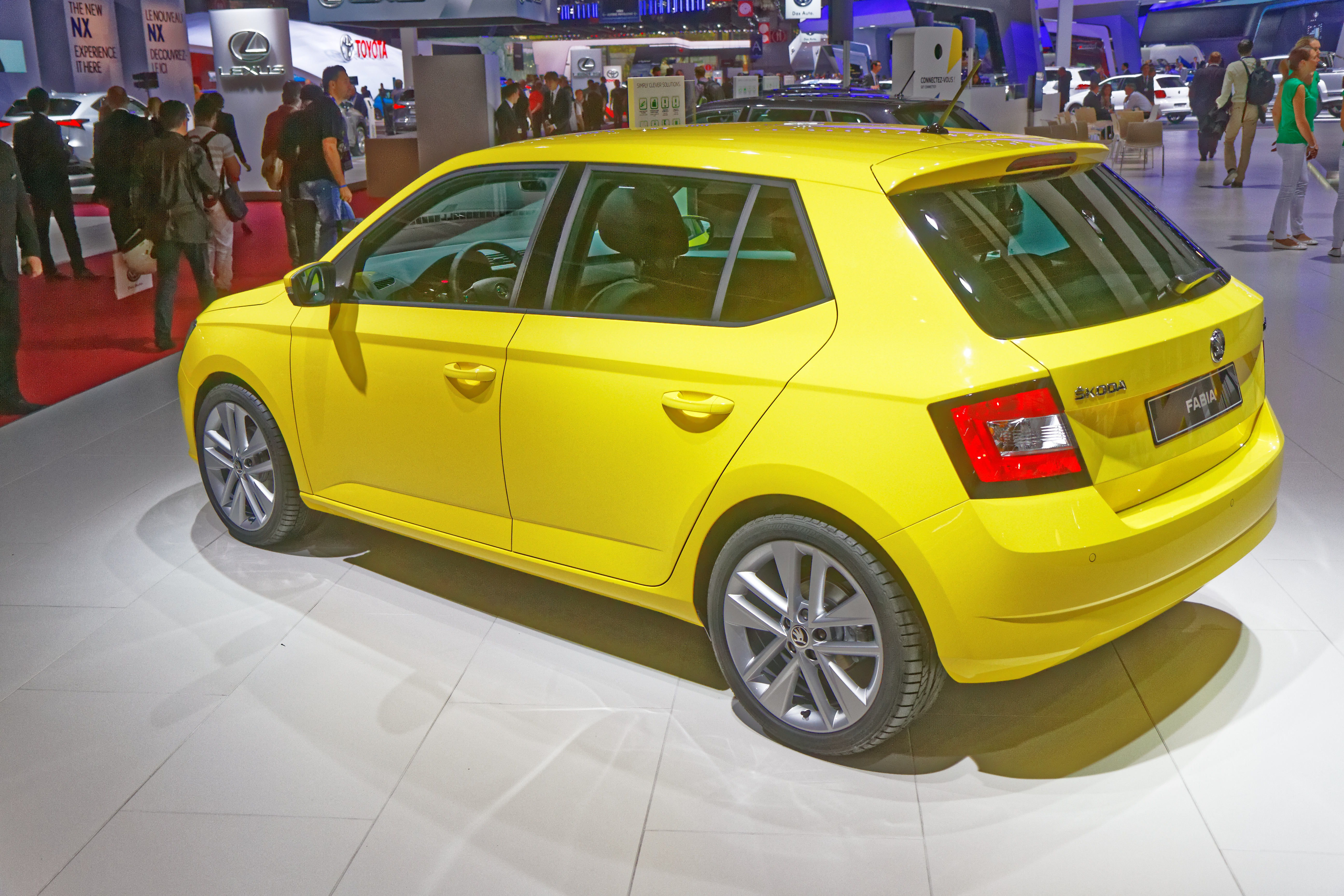
Škoda Fabia III 1999—2016

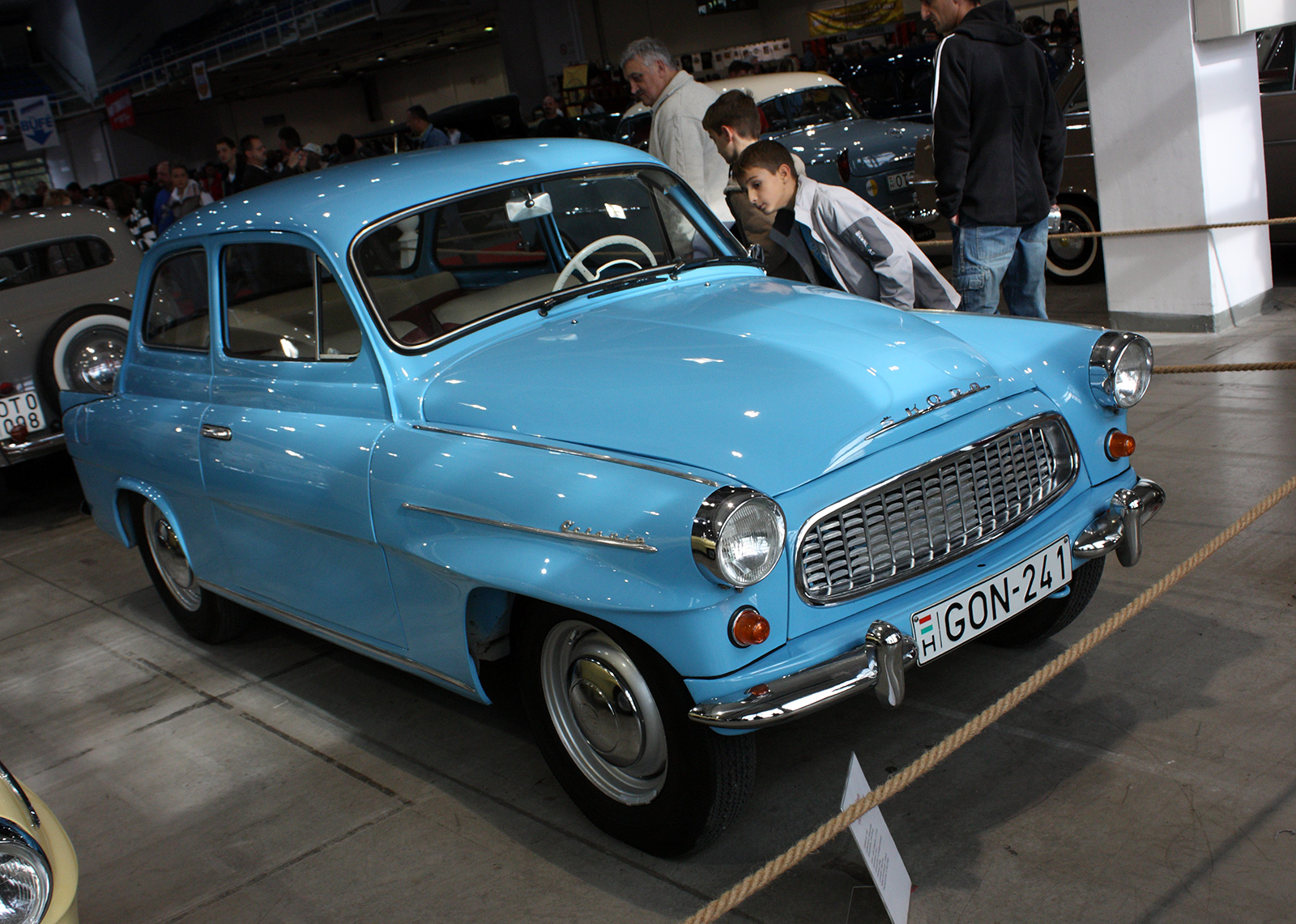
Škoda Octavia, 1959–1971
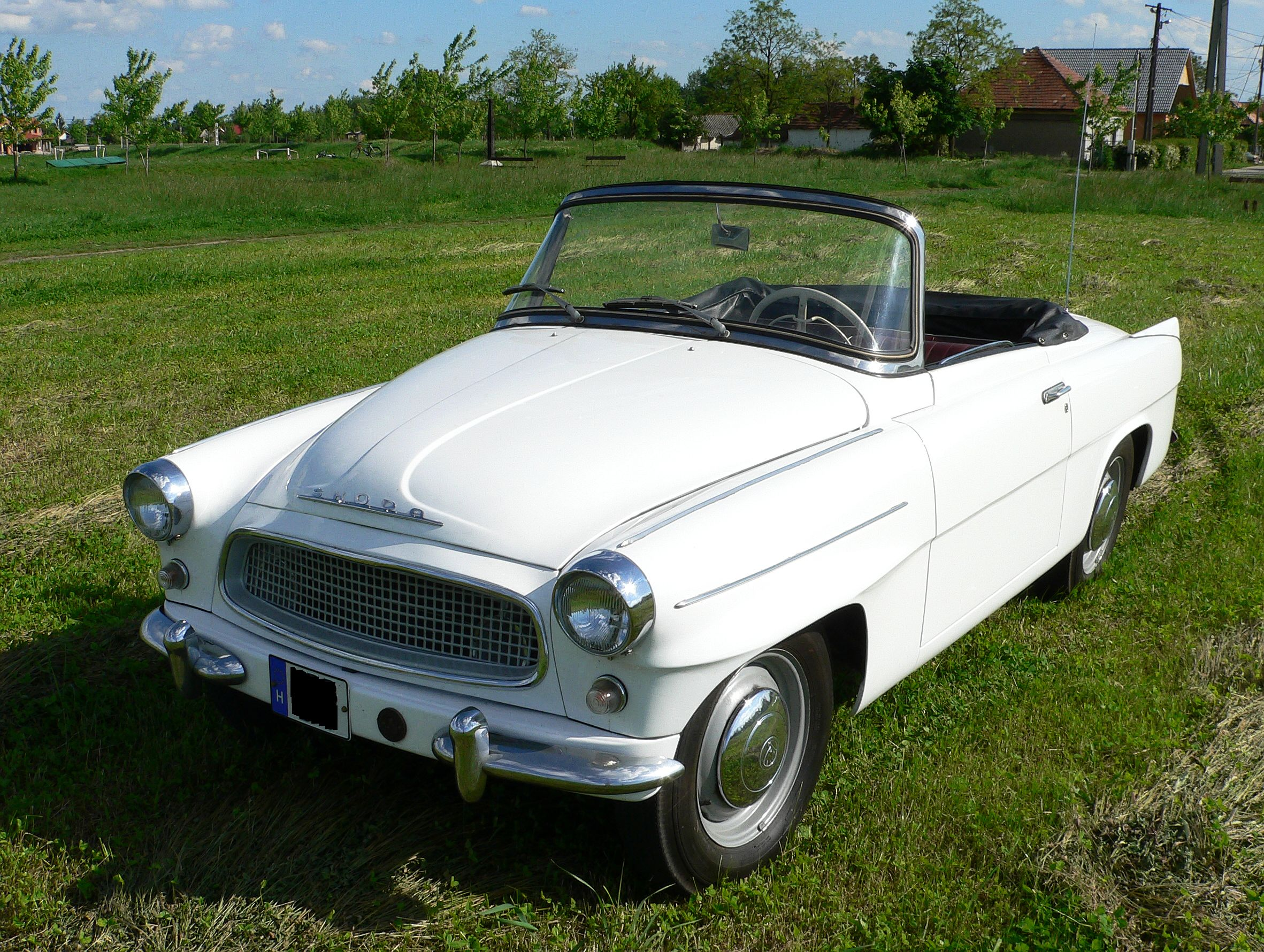
Škoda Felicia, 1962
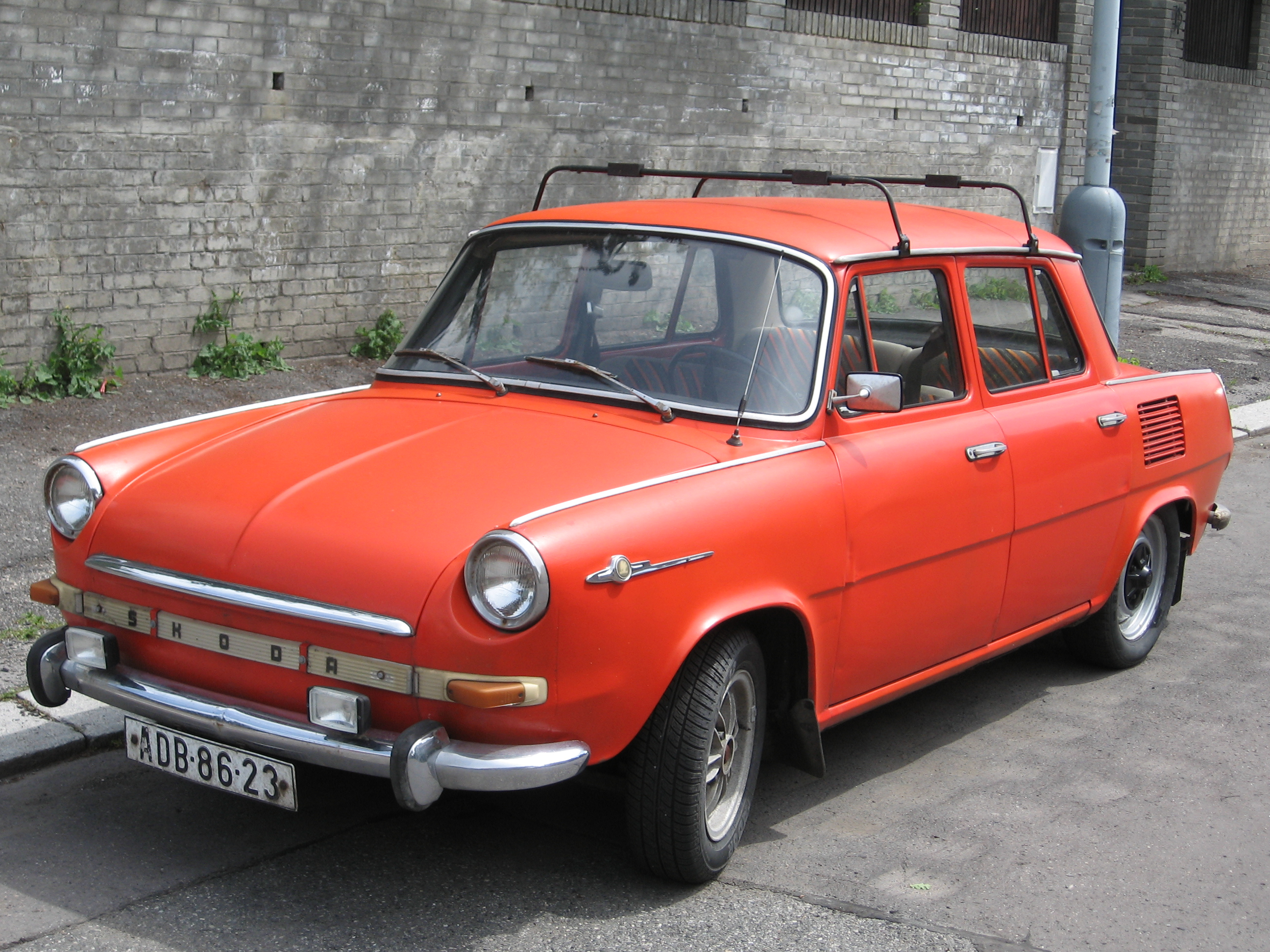
Škoda 1000 MB, 1964–1969
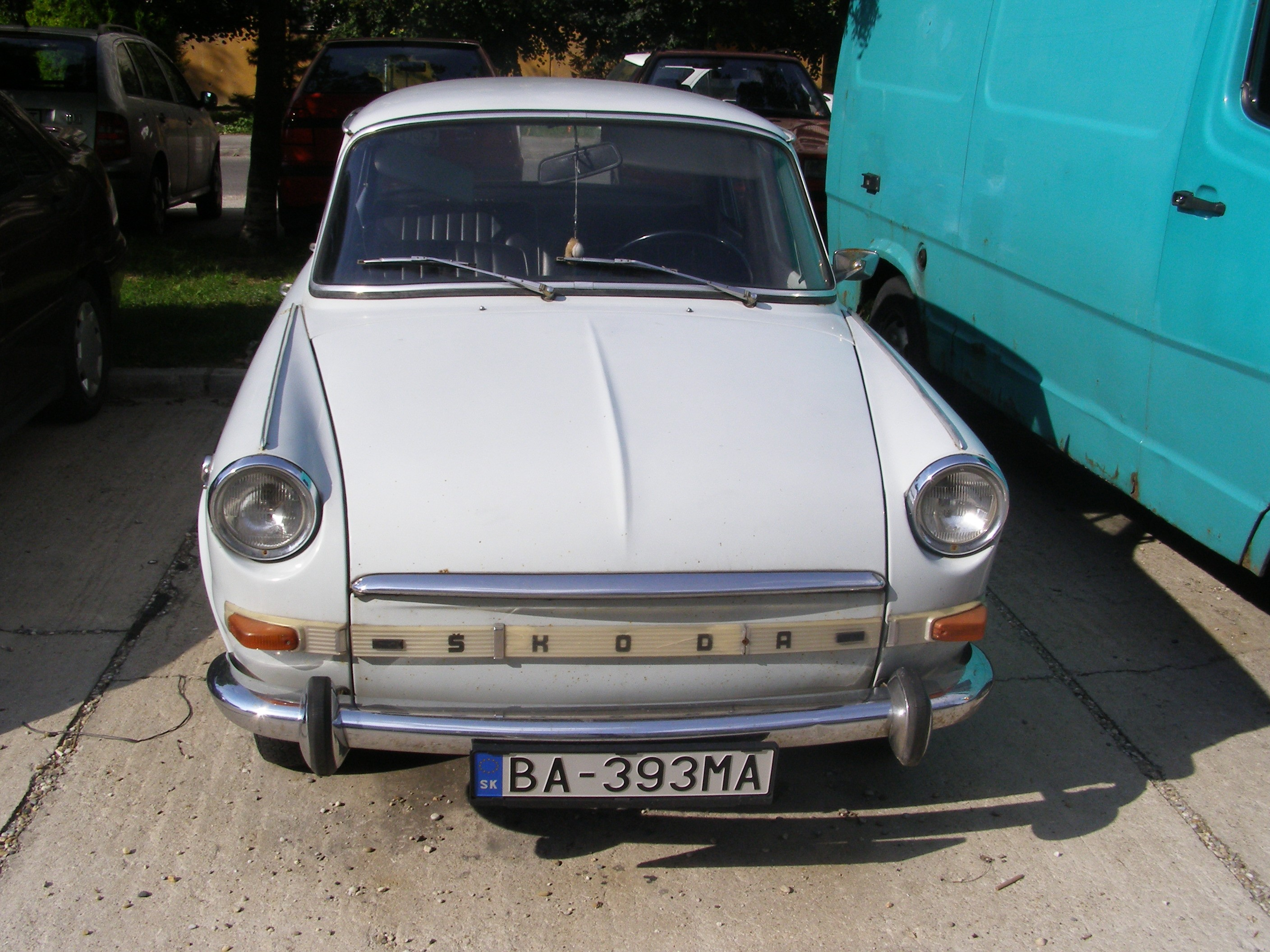
Škoda 1100 MB
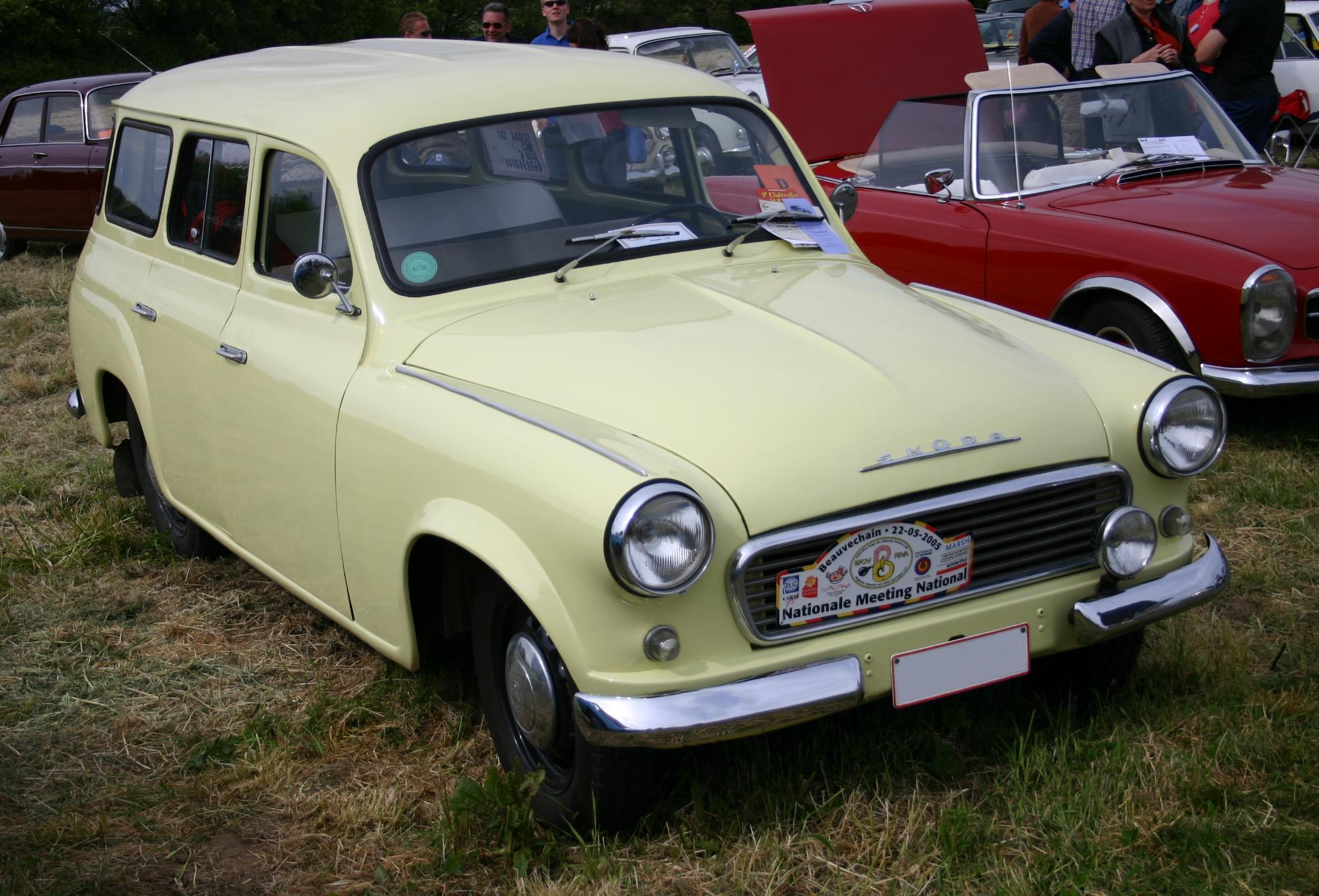
Škoda 1202
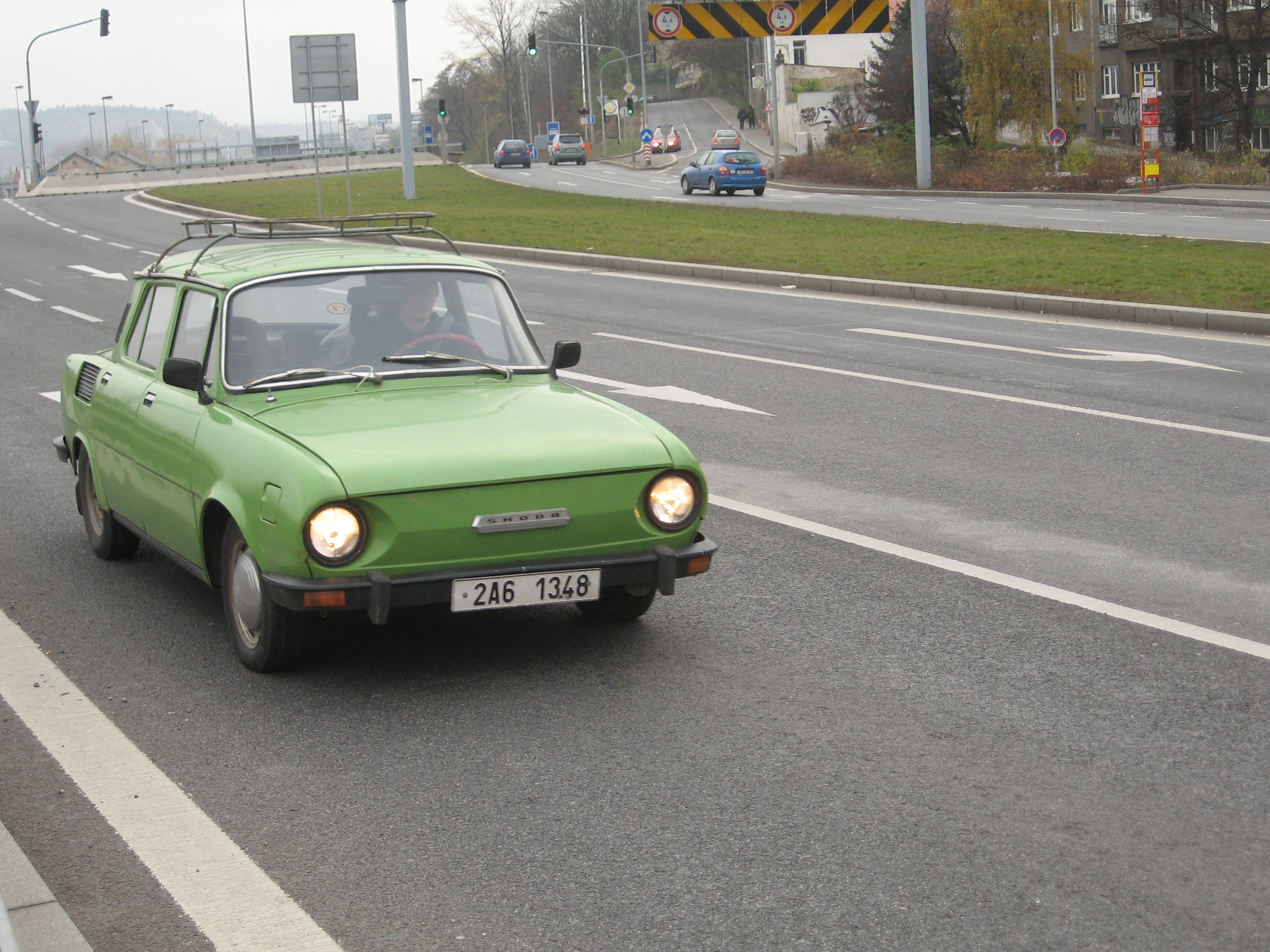
Škoda 100
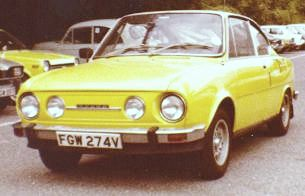
Škoda 110R
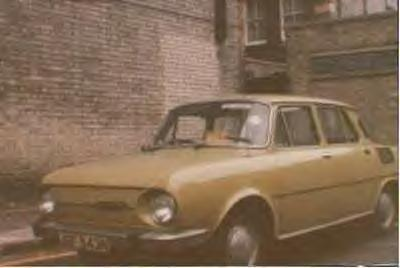
1979 Škoda 1
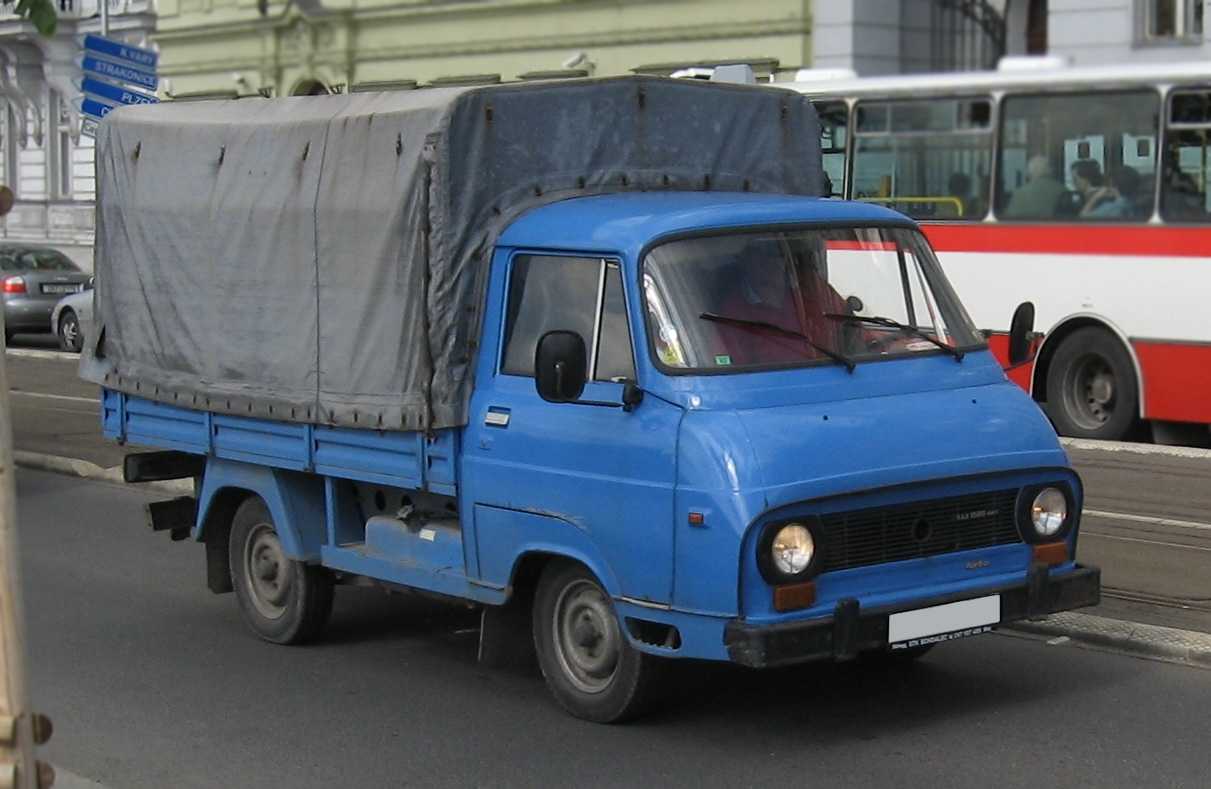
Škoda 1203
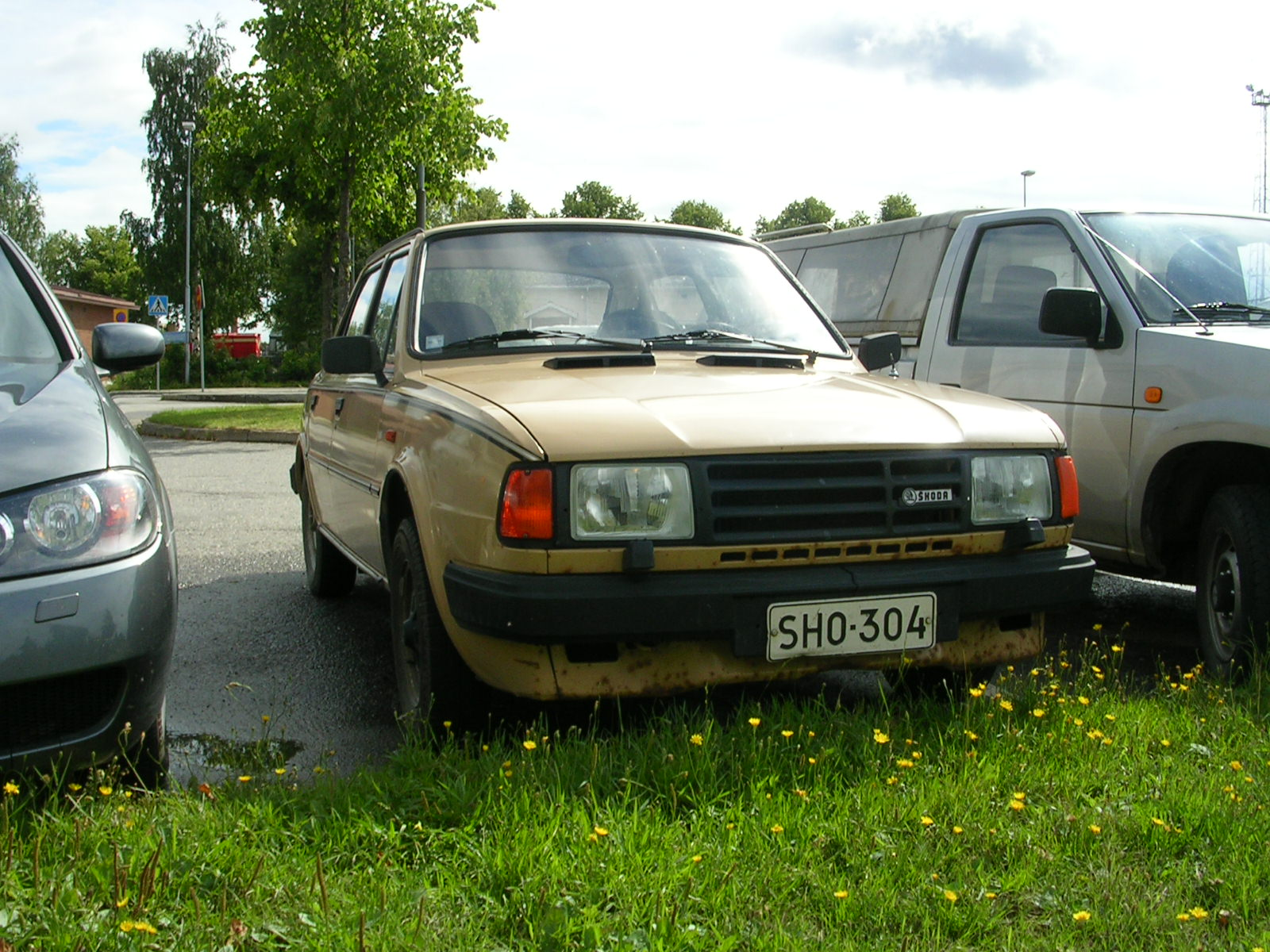
Škoda 120L, 1984–1990
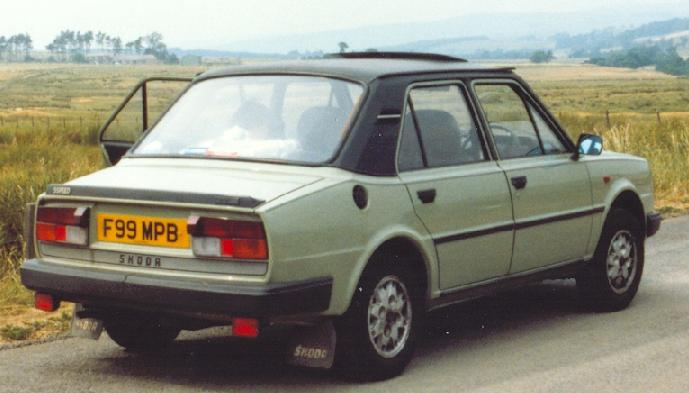
Škoda 130
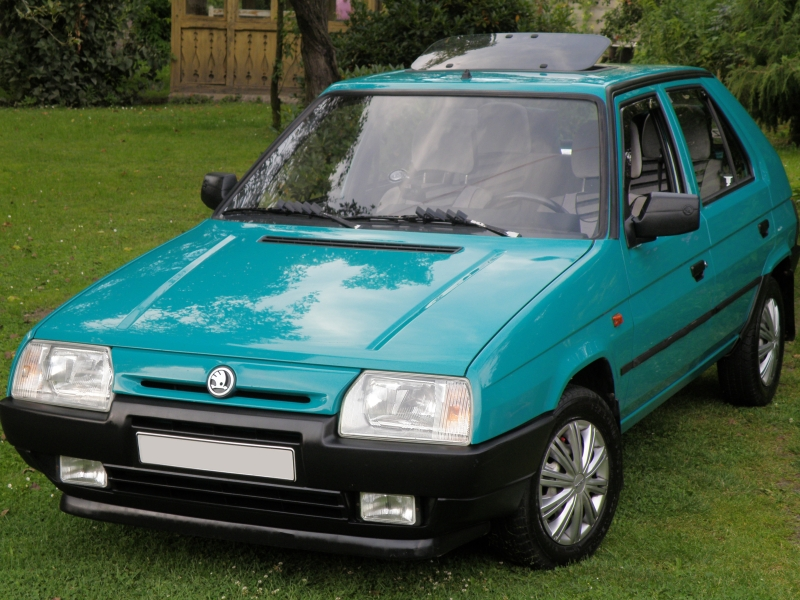
Škoda Favorit LXi
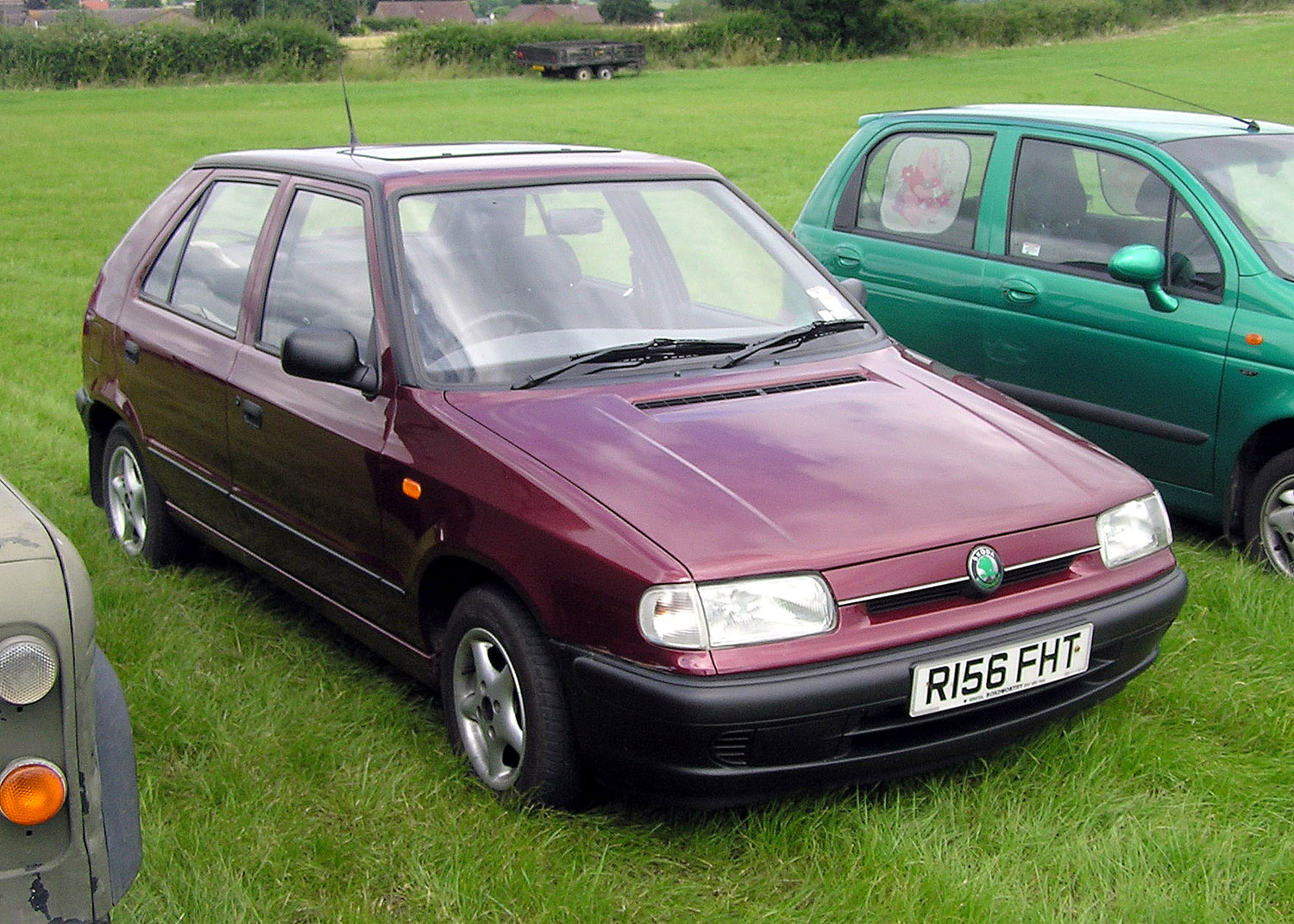
Škoda Felicia GLI 1.9D, 1997
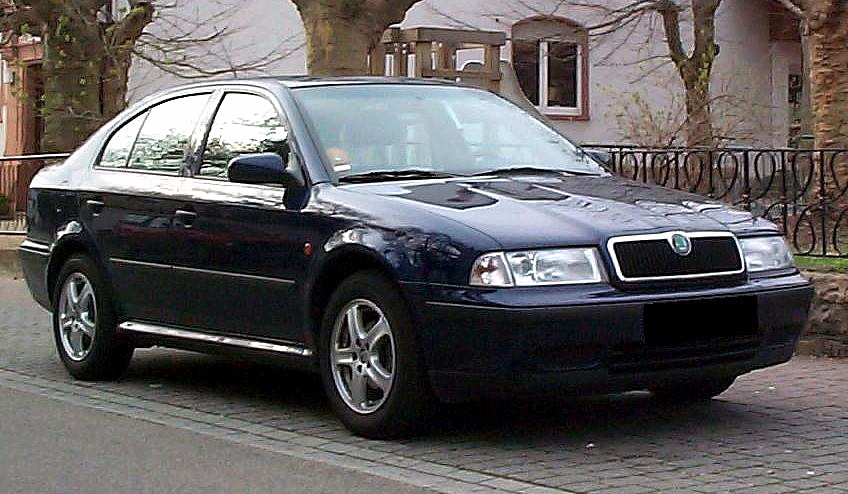
Škoda Octavia, 1999
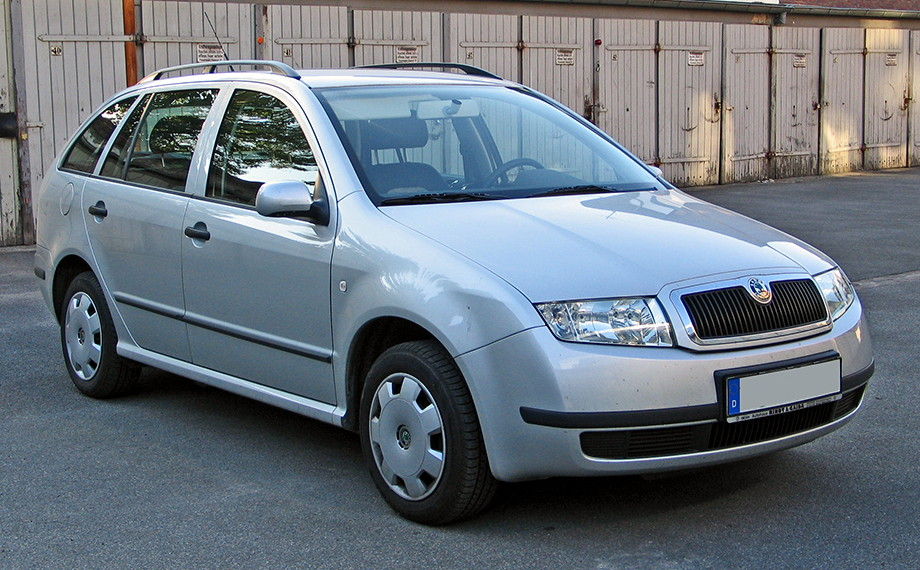
Škoda Fabia Combi, 2000
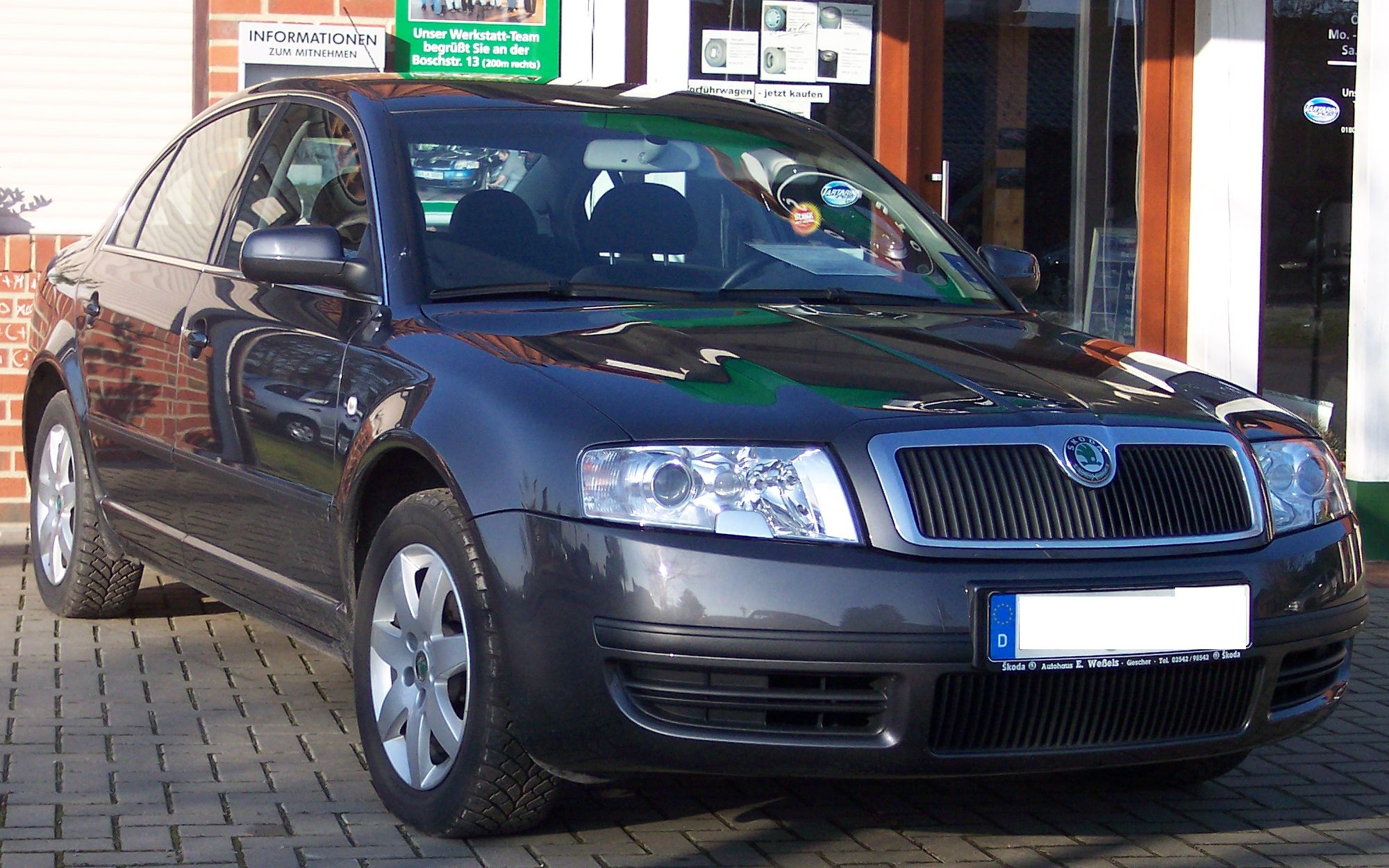
Škoda Superb, 2001
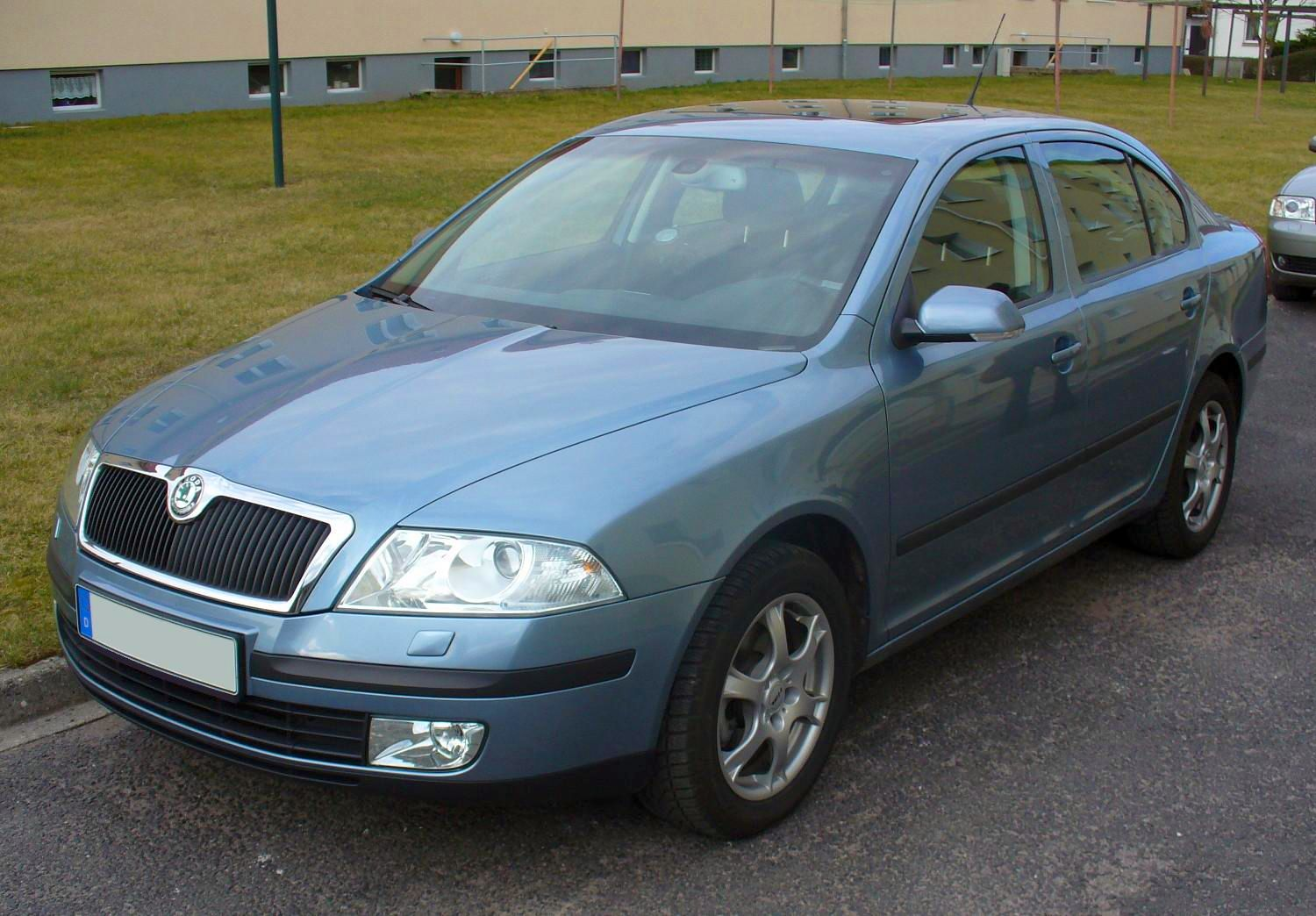
Škoda Octavia II, 2005
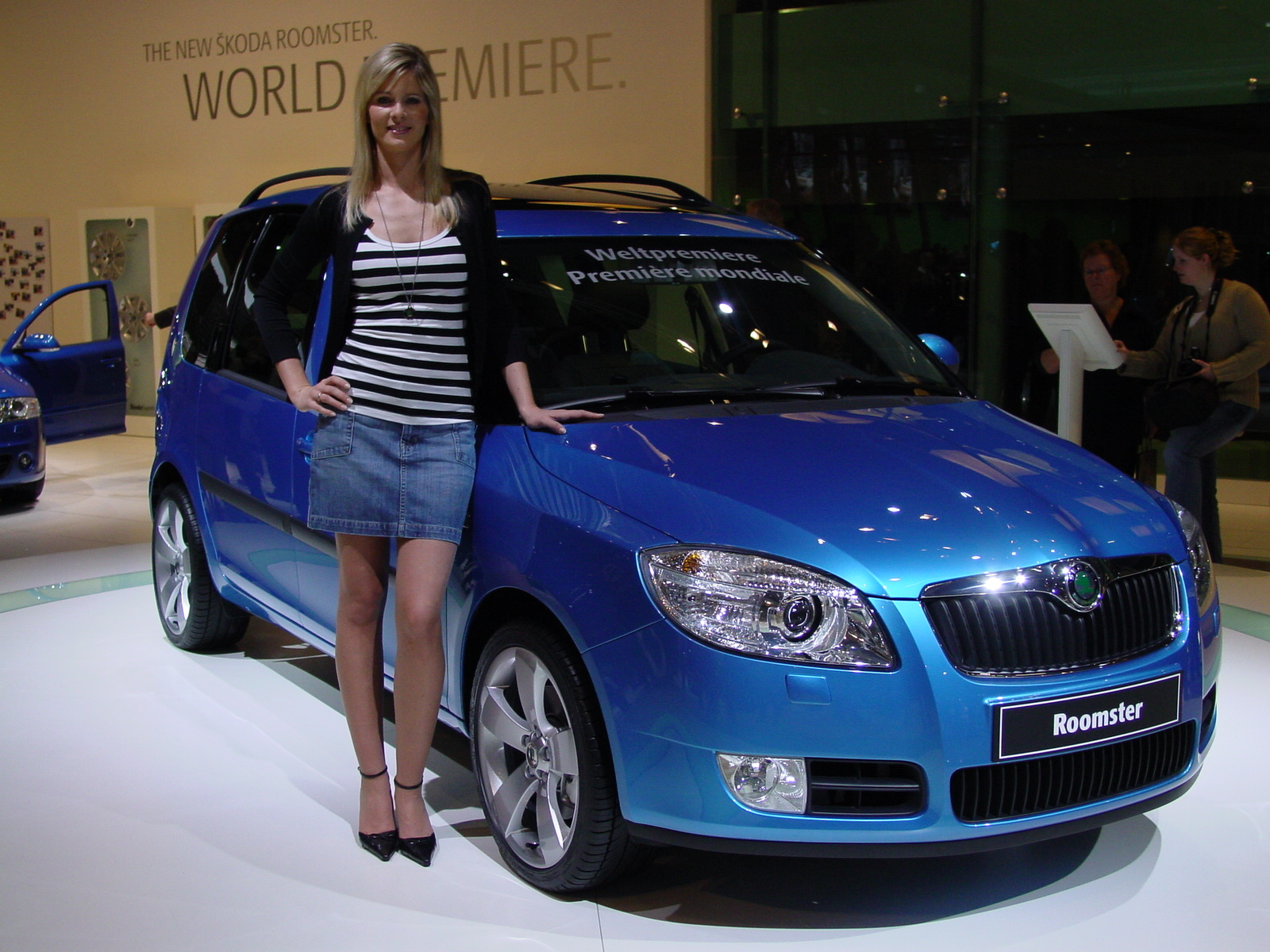
Škoda Roomster, 2006
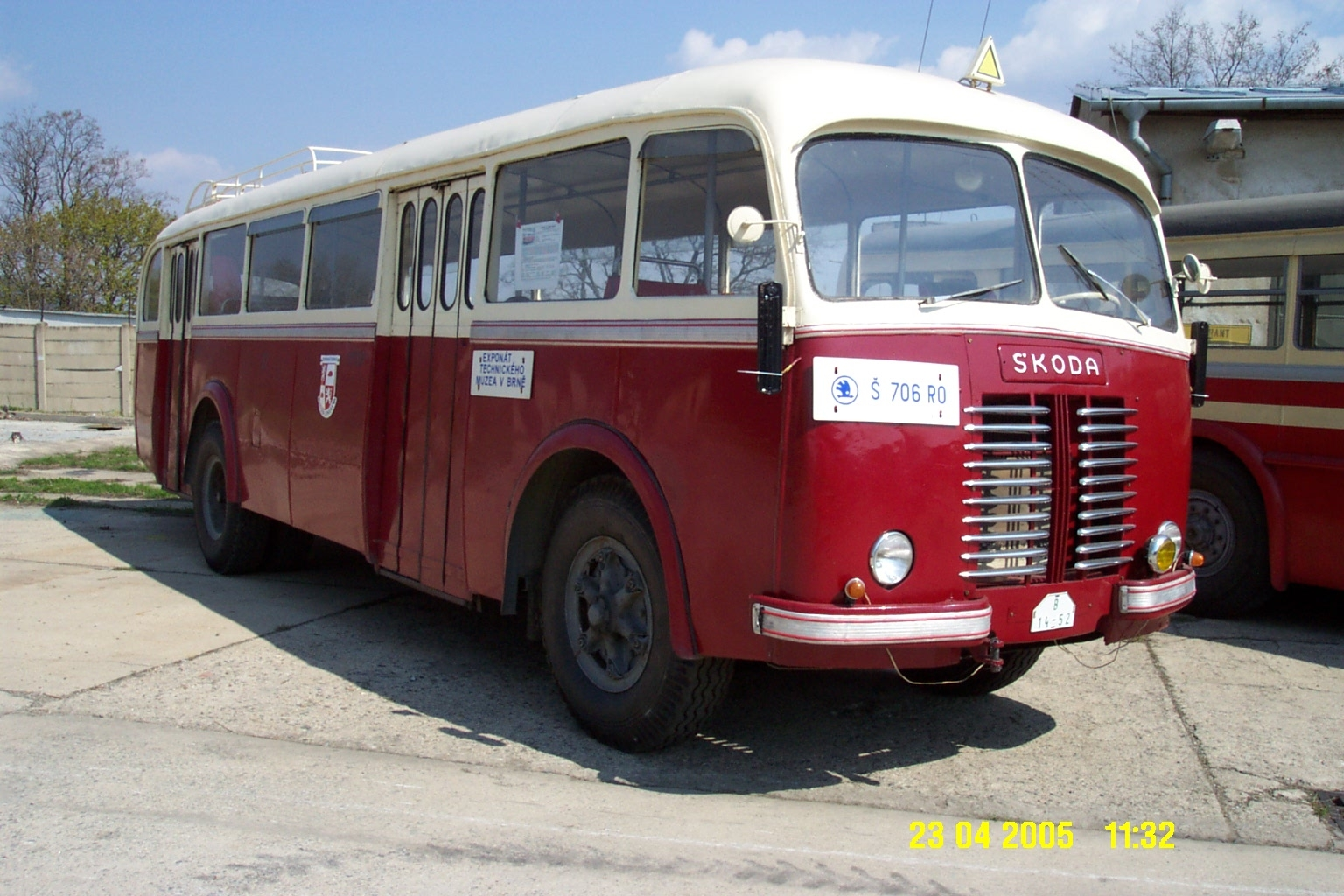
Skoda Bus
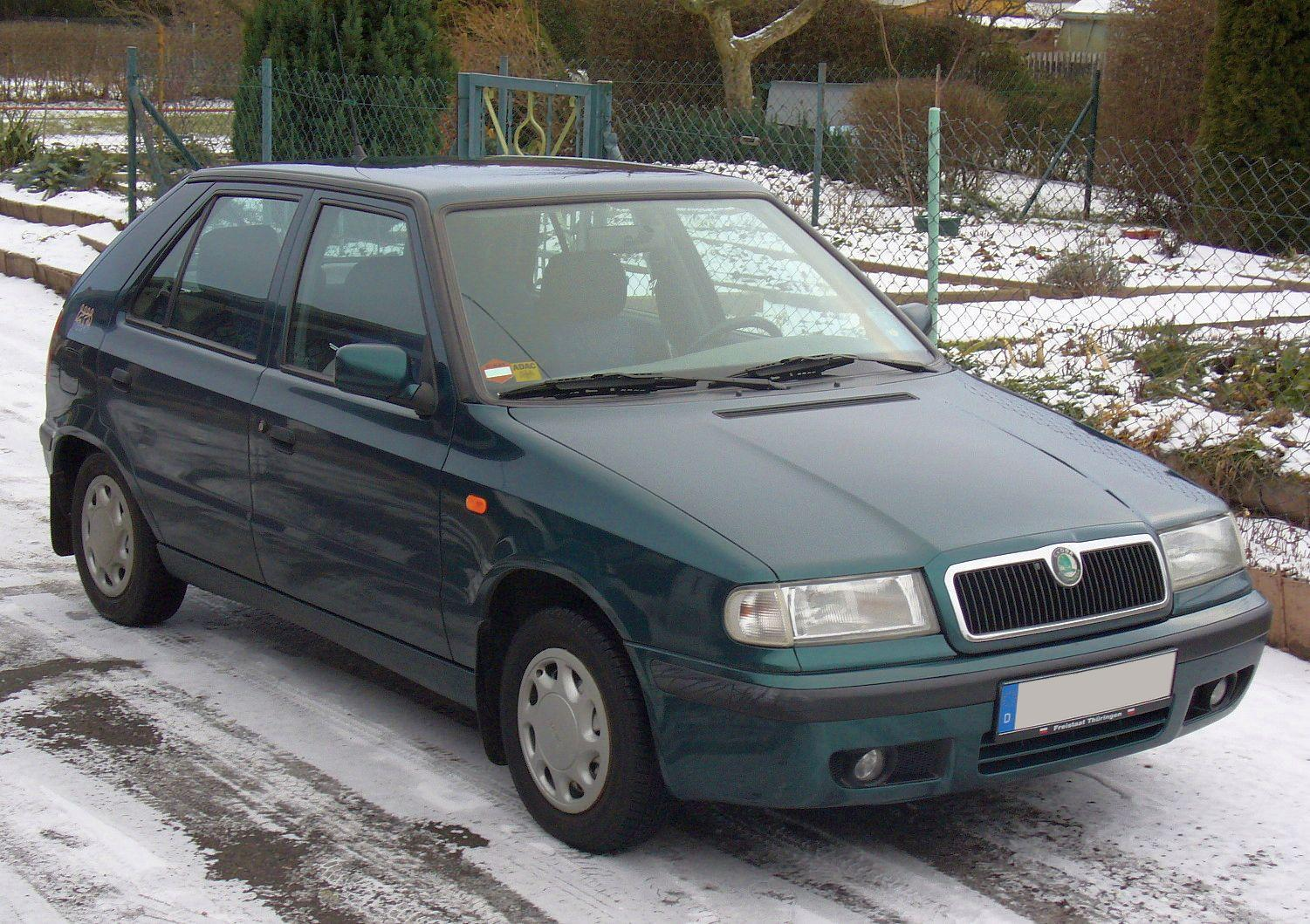
Škoda Felicia, 1998
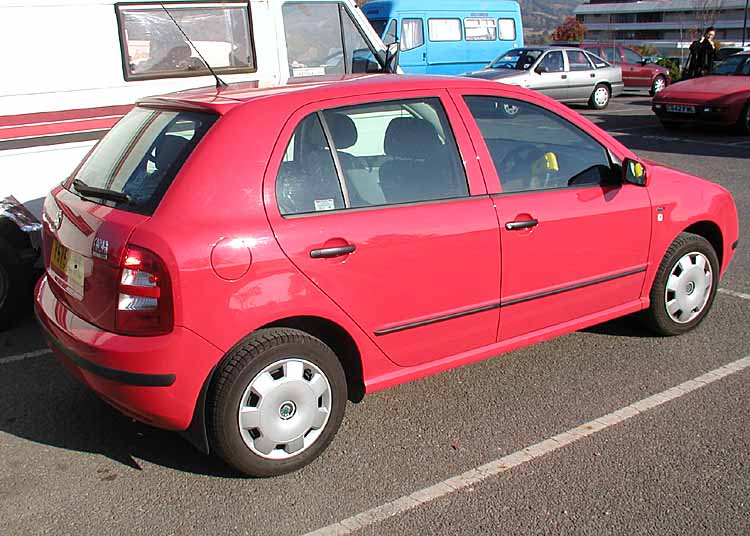
Škoda Fabia, 2001
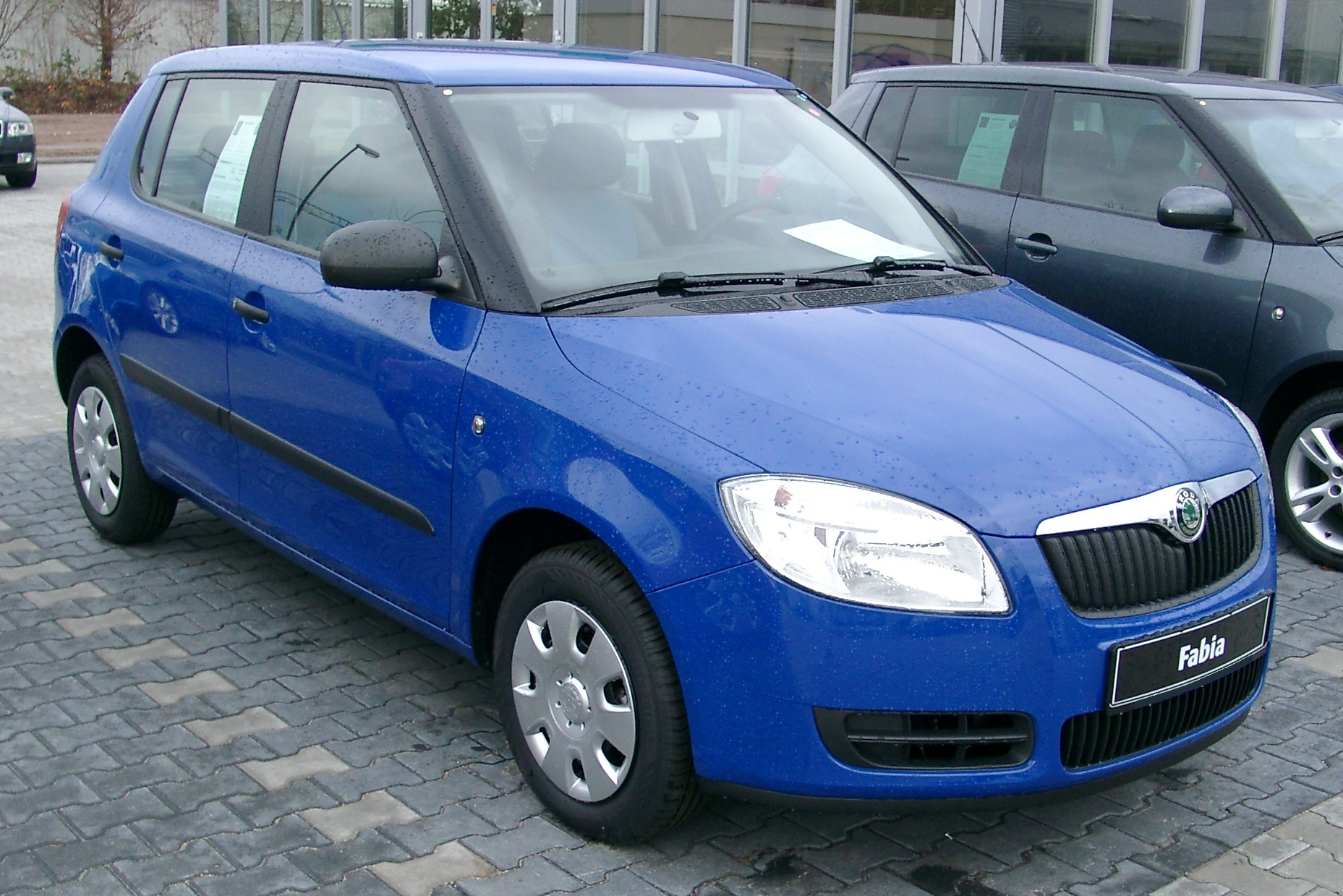
Škoda Fabia II, 2007
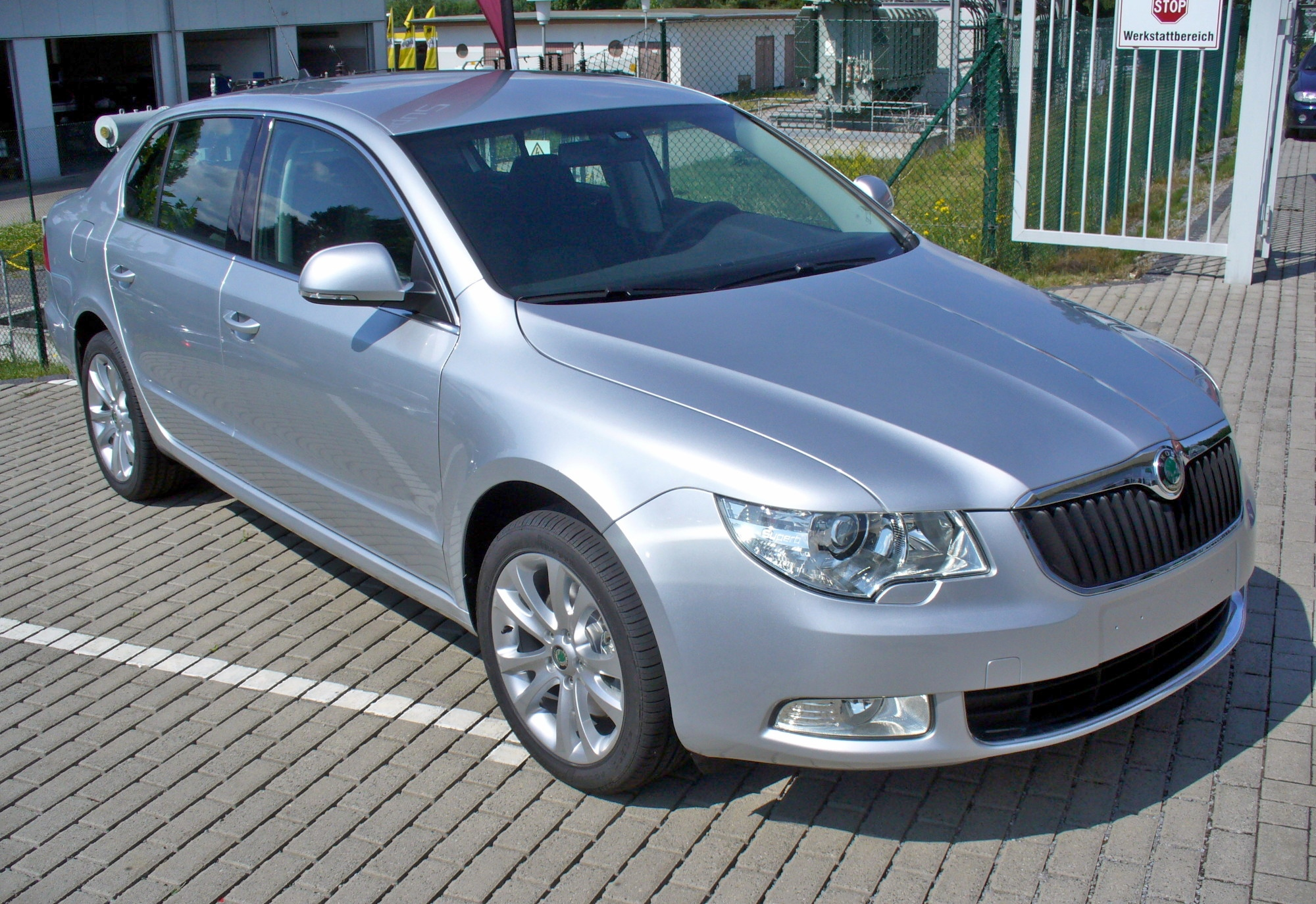
Škoda Superb II, 2008
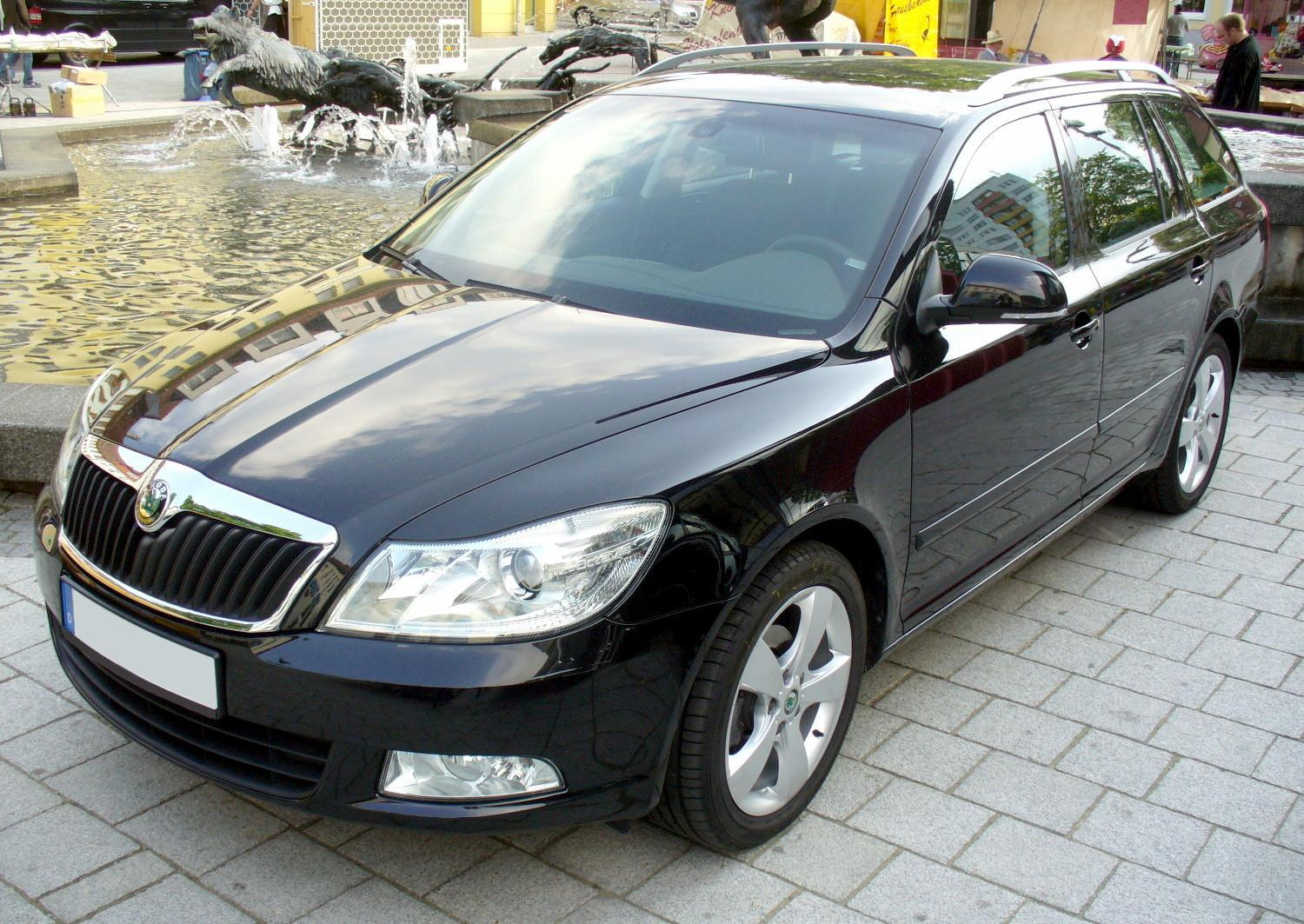
Škoda Octavia II після фейсліфту, 2009
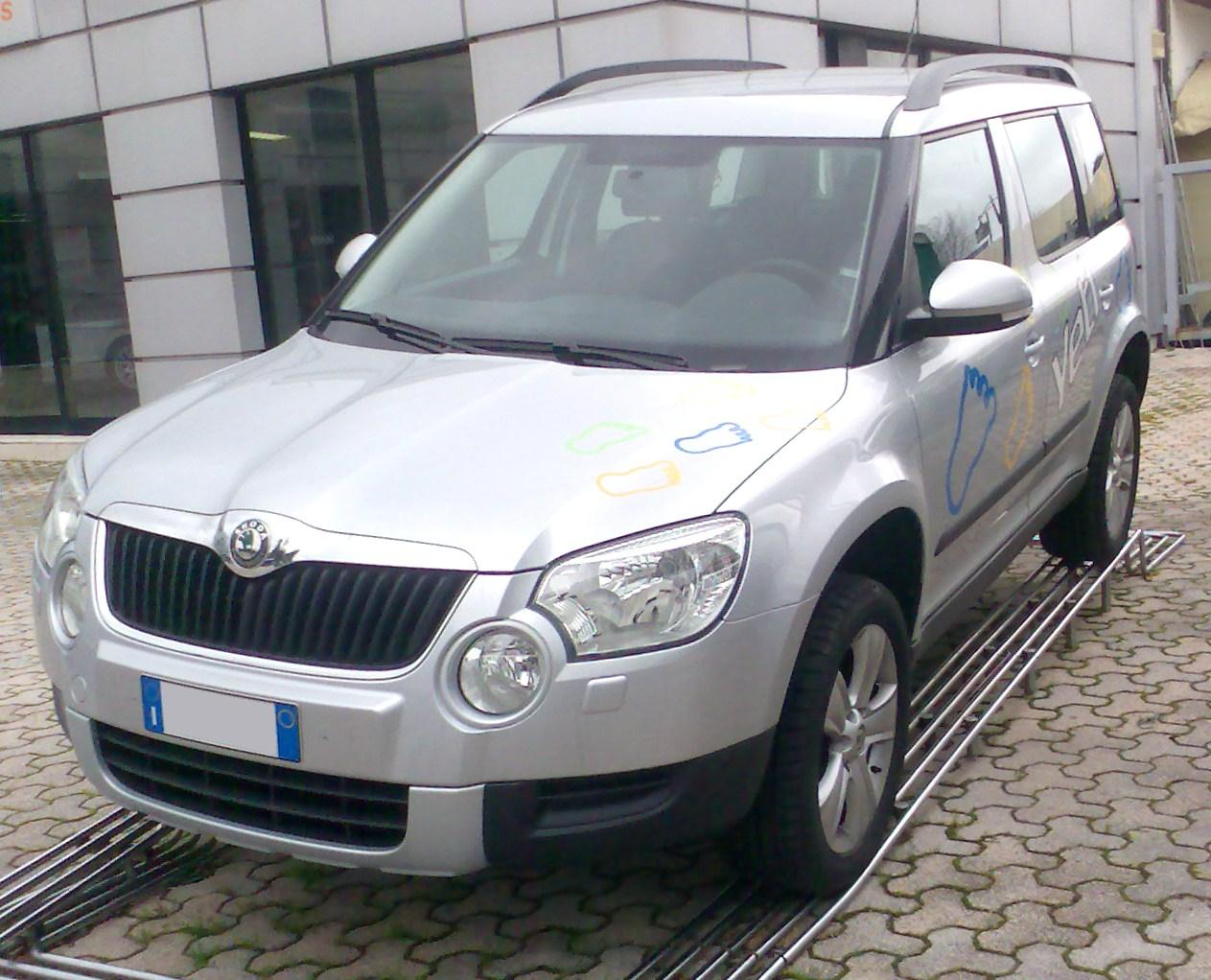
Škoda Yeti, 2009
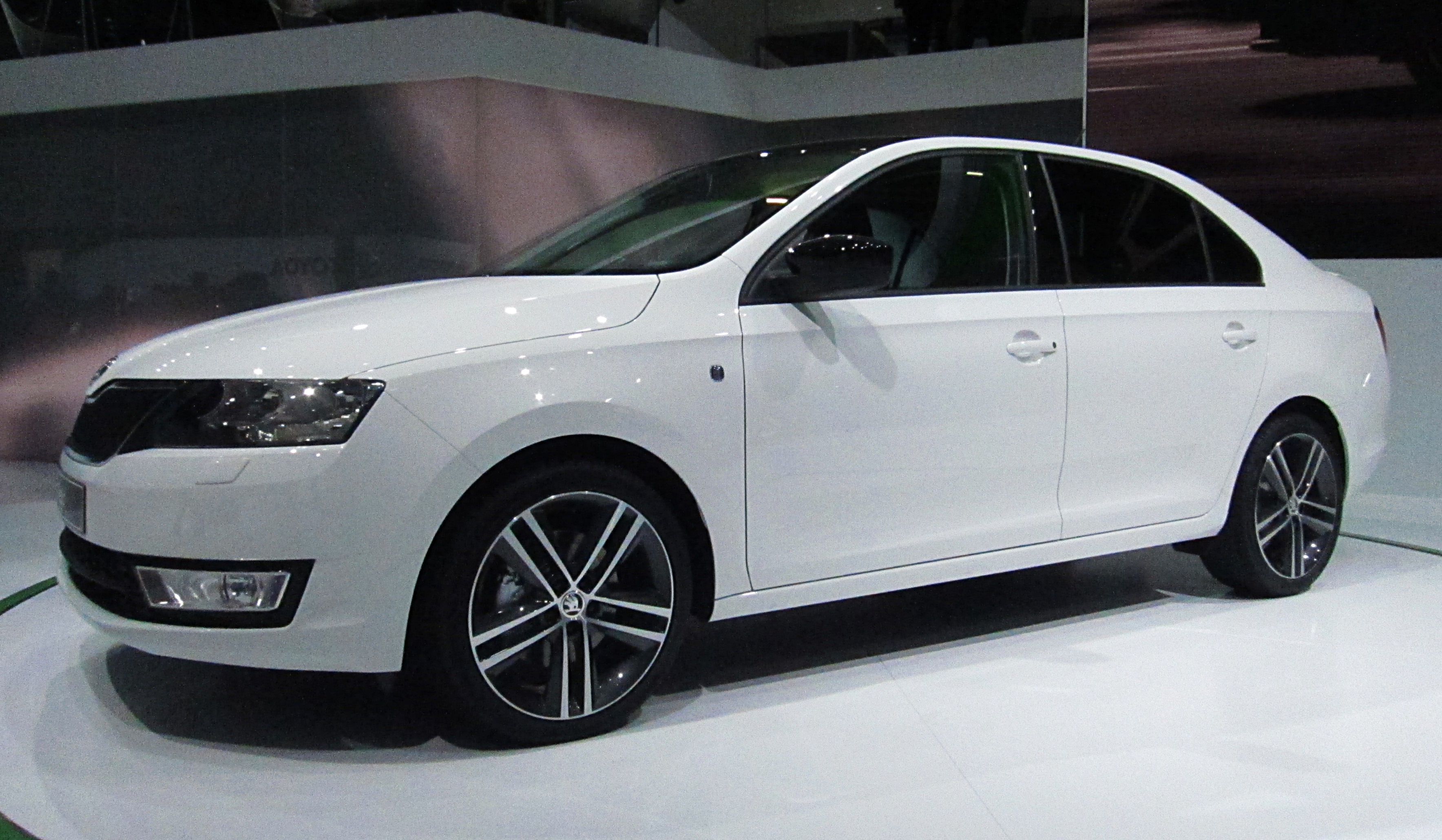
Škoda Rapid, 2012